# Liste der Biografien/Pop
Liste der Biografien |
Portal Biografien |
Personensuche
# |
A |
B |
C |
D |
E |
F |
G |
H |
I |
J |
K |
L |
M |
N |
O |
P |
Q |
R |
S |
T |
U |
V |
W |
X |
Y |
Z |
?
 
Pa |
Pc |
Pe |
Pf |
Ph |
Pi |
Pj |
Pk |
Pl |
Pm |
Pn |
Po |
Pr |
Ps |
Pt |
Pu |
Pv |
Pw |
Py
 
Poa |
Pob |
Poc |
Pod |
Poe |
Pof |
Pog |
Poh |
Poi |
Poj |
Pok |
Pol |
Pom |
Pon |
Poo |
Pop |
Por |
Pos |
Pot |
Pou |
Pov |
Pow |
Pox |
Poy |
Poz
Die Liste der Biografien führt alle Personen auf, die in der deutschsprachigen Wikipedia einen Artikel haben. Dieses ist eine Teilliste mit 777 Einträgen von Personen, deren Namen mit den Buchstaben „Pop“ beginnt.

## Pop
- Pop Arsova, Adrijana (* 1990), nordmazedonische Leichtathletin
- Pop Smoke (1999–2020), US-amerikanischer Rapper und Songwriter
- Pop, Anca (1984–2018), rumänisch-kanadische Sängerin
- Pop, Claudiu-Lucian (* 1972), rumänischer griechisch-katholischer Geistlicher und Bischof von Cluj-Gherla
- Pop, Coriolan (* 1926), rumänischer Politiker und Bürgermeister von Timișoara
- Pop, Diana (* 1971), rumänische Basketballnationalspielerin und Judoka
- Pop, Dr. (* 1982), deutscher Musikkabarettist, Stand-Up-Comedian, Moderator, Autor und Musikwissenschaftler
- Pop, Edina (* 1941), deutsche Schlagersängerin
- Pop, Florian (* 1952), rumänischer Mathematiker
- Pop, Gabriel Sorin (* 1983), rumänischer Radrennfahrer
- Pop, Gheorghe (* 1993), rumänischer Biathlet
- Pop, Iggy (* 1947), US-amerikanischer Rocksänger, Komponist und SchlagzeugerIggy Pop (* 1947)

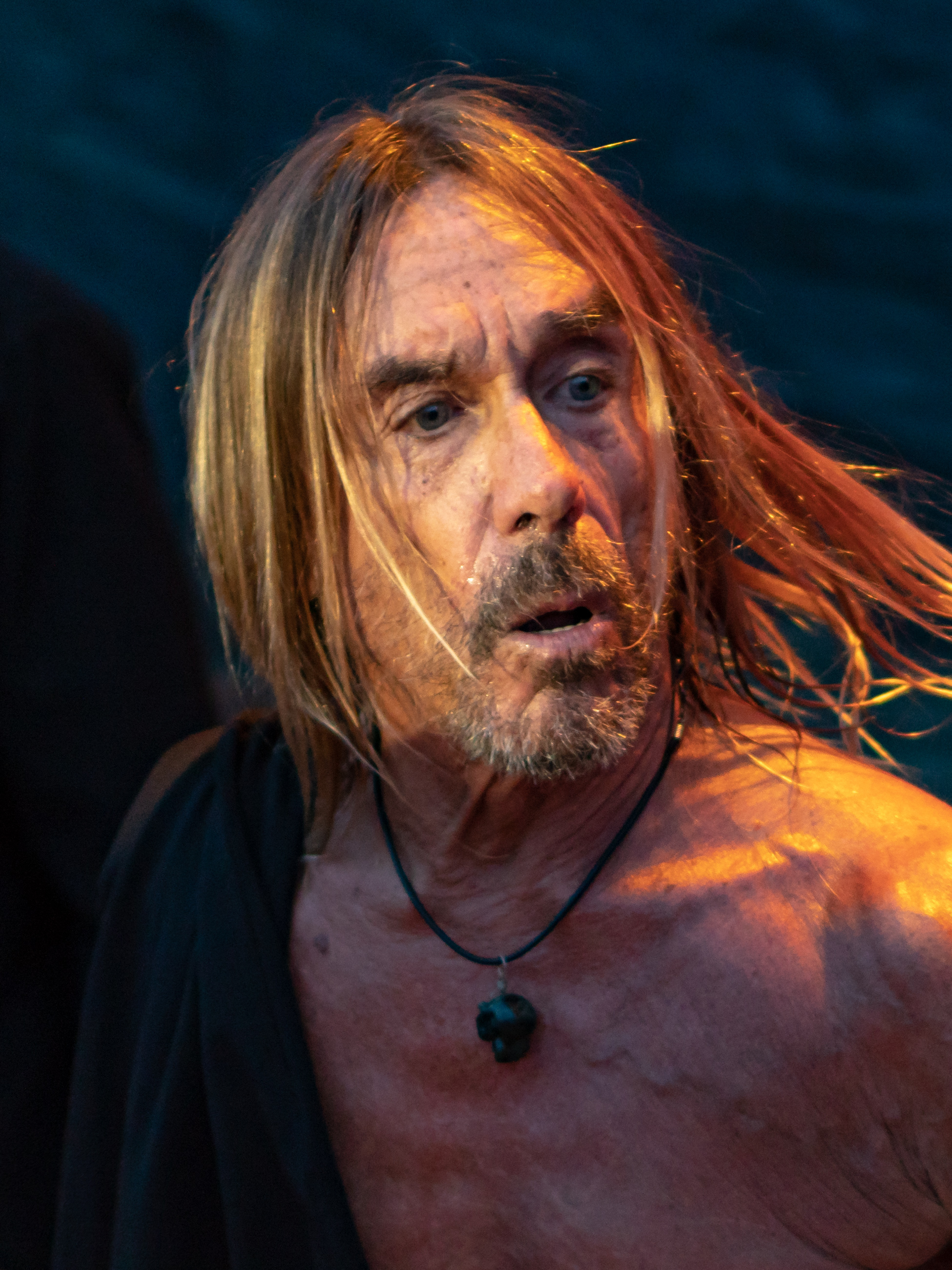
Iggy Pop (* 1947)

- Pop, Ioan (* 1954), rumänischer Fechter und Sportfunktionär
- Pop, Ion (* 1941), rumänischer Lyriker
- Pop, Jimmy (* 1972), US-amerikanischer Musiker
- Pop, Josef (1848–1917), tschechisch-österreichischer Verwaltungsbeamter, Politiker und Minister
- Pop, Mihai (* 1985), rumänischer Handballspieler
- Pop, Mircea M. (* 1948), deutsch-rumänischer Dichter, Kritiker und Übersetzer
- Pop, Oktay (* 1988), türkischer Fußballspieler
- Pop, Olivia (* 1972), deutsche Opernsängerin (Sopran)
- Pop, Ramona (* 1977), deutsche Politikerin (Bündnis 90/Die Grünen), MdARamona Pop (* 1977)

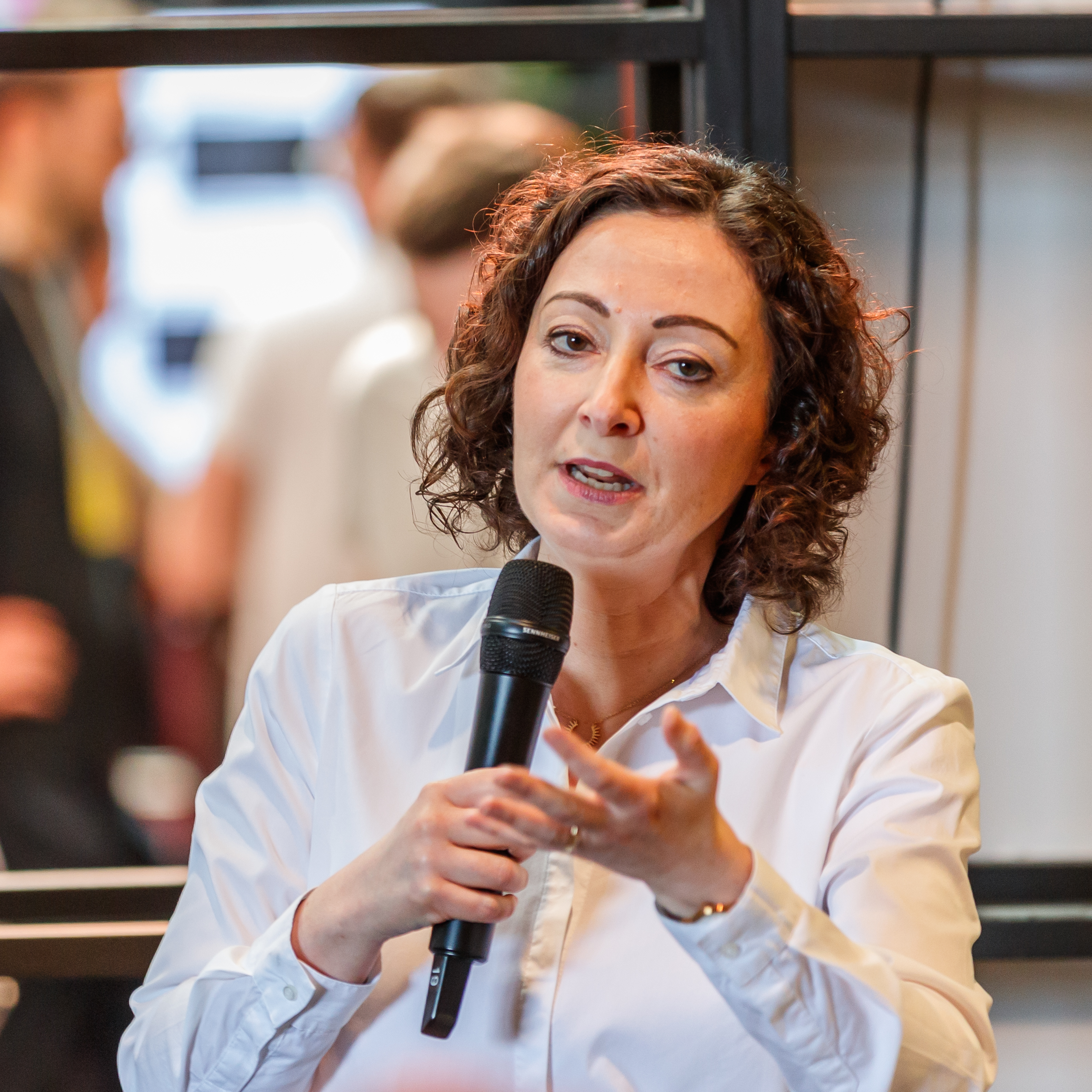
Ramona Pop (* 1977)

- Pop, Sever (1901–1961), rumänischer Romanist und Dialektologe
- Pop, Simion (1930–2008), rumänischer Schriftsteller, Journalist und Diplomat
- Pop, Simona (* 1988), rumänische Degenfechterin
- Pop, Ștefan (* 1987), rumänischer Opernsänger der Stimmlage Tenor
- Pop, Traian (* 1952), rumänisch-deutscher Schriftsteller, Herausgeber und Verleger
- Pop, Willem Frederik (1858–1931), niederländischer Generalleutnant und Politiker
- Pop, Yvy (* 1975), deutsche Sängerin, Autorin und Radiomoderatorin
- Pop-Jordanov, Jordan (1925–2024), jugoslawisch-nordmazedonischer Kernphysiker und Tennisspieler
- Pop-Lazić, Slađana (* 1988), serbische Handballspielerin und -trainerin

### Popa
- Popa Teiușanu, Vanessa (* 2004), rumänische Tennisspielerin
- Popa, Adrian (* 1988), rumänischer Fußballspieler
- Popa, Cătălin (* 1981), rumänischer Fußballschiedsrichter
- Popa, Celestina (* 1970), rumänische Kunstturnerin
- Popa, Constantin (* 1971), rumänisch-israelischer Basketballspieler
- Popa, Cornel (1935–1999), rumänischer Fußballspieler und -trainer
- Popa, Cornelia (* 1950), rumänische Hochspringerin und Fünfkämpferin
- Popa, Dionisie (1938–2005), rumänischer Glaskünstler
- Popa, Dumitru (* 1925), rumänischer Politiker (PCR)
- Popa, Eugenia (* 1973), rumänische Kunstturnerin
- Popa, Grigore T. (1892–1948), rumänischer Arzt und Anatom
- Popa, Ion (* 1957), australischer Ruderer
- Popa, Iuliana (* 1996), rumänische Ruderin
- Popa, Klaus (1951–2021), deutscher Historiker und Autor
- Popa, Maria Sara (* 2005), rumänische Tennisspielerin
- Popa, Marius (* 1978), rumänischer Fußballtorhüter
- Popa, Mihnea (* 1973), rumänisch-amerikanischer Mathematiker
- Popa, Raul Mihai (* 1997), rumänischer Skilangläufer
- Popa, Rosemary (* 1991), australische Ruderin
- Popa, Ruben (* 1989), rumänischer Fußballspieler
- Popa, Sorin (* 1953), rumänisch-US-amerikanischer Mathematiker
- Popa, Temistocle (1921–2013), rumänischer Komponist und Songwriter
- Popa, Vasko (1922–1991), serbischer Schriftsteller
- Popa, Virgil (* 1975), rumänisch-spanischer Dirigent
- Popadic, Slavko (* 1991), kroatisch-deutscher SchauspielerSlavko Popadic (* 1991)

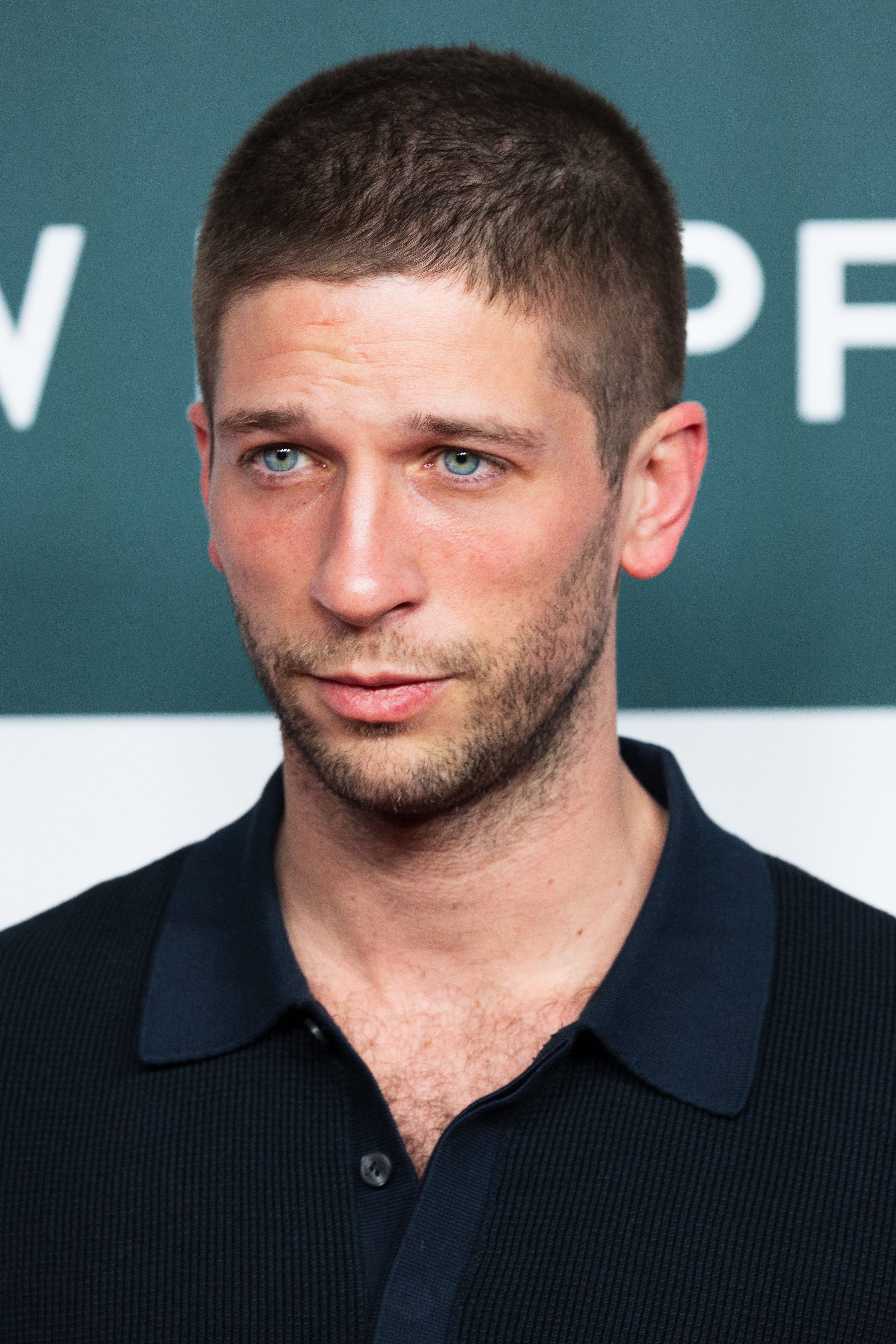
Slavko Popadic (* 1991)

- Popadić, Toni (* 1994), kroatischer Wasserballspieler
- Popal, Ali Ahmad (1916–2004), afghanischer Diplomat und Politiker
- Popal, Karim (* 1957), deutscher Rechtsanwalt
- Popal, Khalida (* 1988), afghanische Fußballspielerin
- Popall, Käthe (1907–1984), deutsche Politikerin (KPD), MdBB und erste Senatorin in Bremen
- Popalzay, Omid (* 1996), niederländisch-afghanischer Fußballspieler
- Popan, Grigore (1975–2009), rumänischer Fußballspieler
- Popangelow, Petar (* 1959), bulgarischer Skirennläufer
- Poparsow, Petar (1868–1941), makedonisch-bulgarischer Revolutionär
- Popat, Aparna (* 1978), indische Badmintonspielerin
- Popat, Daniel (* 1990), deutscher Schauspieler
- Popat, Dolar (* 1953), britischer Geschäftsmann und Politiker
- Popat, Raj (* 1986), walisischer Badmintonspieler

### Popc
- Popcaan (* 1988), jamaikanischer Dancehall-Musiker
- Popchadse, Giorgi (* 1986), georgischer Fußballspieler
- Popchanka, Alena (* 1979), belarussische Schwimmerin

### Pope
- Popé (1630–1688), Führer und Organisator des Pueblo-Aufstands (1680)
- Pope, Albert Augustus (1843–1909), US-amerikanischer Unternehmer
- Pope, Alexander (1688–1744), englischer Dichter, Übersetzer und SchriftstellerAlexander Pope (1688–1744)

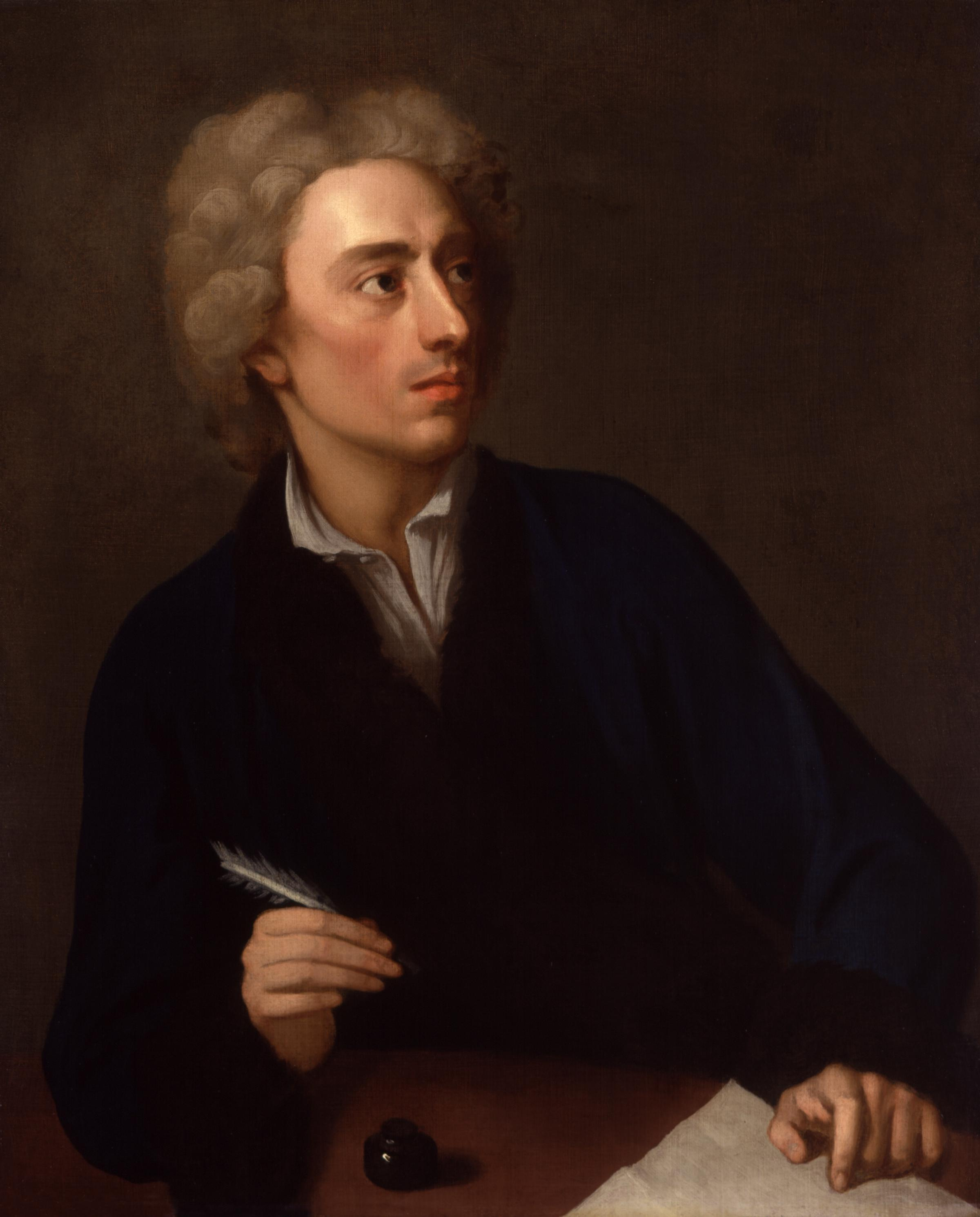
Alexander Pope (1688–1744)

- Pope, Amy (* 1974), US-amerikanische Juristin und Generaldirektorin der IOM
- Pope, Annemarie Henle (1907–2001), deutschamerikanische Kunsthistorikerin und Ausstellungsmacherin
- Pope, Bill (* 1952), US-amerikanischer Kameramann
- Pope, Byron (1893–1973), US-amerikanischer Politiker
- Pope, Carly (* 1980), kanadisch-italienische SchauspielerinCarly Pope (* 1980)

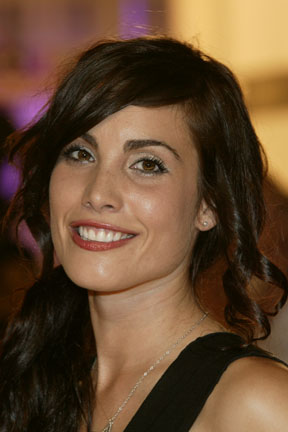
Carly Pope (* 1980)

- Pope, Cassadee (* 1989), US-amerikanische Popsängerin
- Pope, Che (* 1970), US-amerikanischer Hip-Hop Producer
- Pope, Clarence (1929–2012), US-amerikanischer Bischof der Episkopalkirche
- Pope, Clifford H. (1899–1974), US-amerikanischer Herpetologe und Sachbuchautor
- Pope, Conrad (* 1951), US-amerikanischer Komponist
- Pope, Dick (1947–2024), britischer Kameramann
- Pope, Dudley (1925–1997), britischer Autor
- Pope, Eddie (* 1973), US-amerikanischer Fußballspieler
- Pope, Franklin Leonard (1840–1895), US-amerikanischer Elektroingenieur, Erfinder und Fachautor
- Pope, George Uglow (1820–1908), britischer Missionar und Übersetzer
- Pope, Gus (1898–1953), US-amerikanischer Diskuswerfer
- Pope, Ieva (* 1994), lettische Badmintonspielerin
- Pope, James Colledge (1826–1885), kanadischer Politiker, Premierminister von Prince Edward Island, Unterhausabgeordneter und Bundesminister
- Pope, James Pinckney (1884–1966), US-amerikanischer Politiker
- Pope, Jeff, britischer Fernsehproduzent und Drehbuchautor
- Pope, Jeremy (* 1992), amerikanischer Broadway-Theaterkünstler, Schauspieler und Sänger
- Pope, John (1770–1845), US-amerikanischer Politiker
- Pope, John (1822–1892), US-amerikanischer General
- Pope, John Alexander (1906–1982), US-amerikanischer Kunsthistoriker und Museumsdirektor
- Pope, John Russell (1874–1937), US-amerikanischer Architekt
- Pope, Kris (* 1976), kanadischer Schauspieler
- Pope, LeRoy (1765–1844), US-amerikanischer Plantagenbesitzer, Rechtsanwalt und Siedler
- Pope, Leslie A. (1954–2020), US-amerikanische Szenenbildnerin
- Pope, Lucas, US-amerikanischer ComputerspielentwicklerLucas Pope

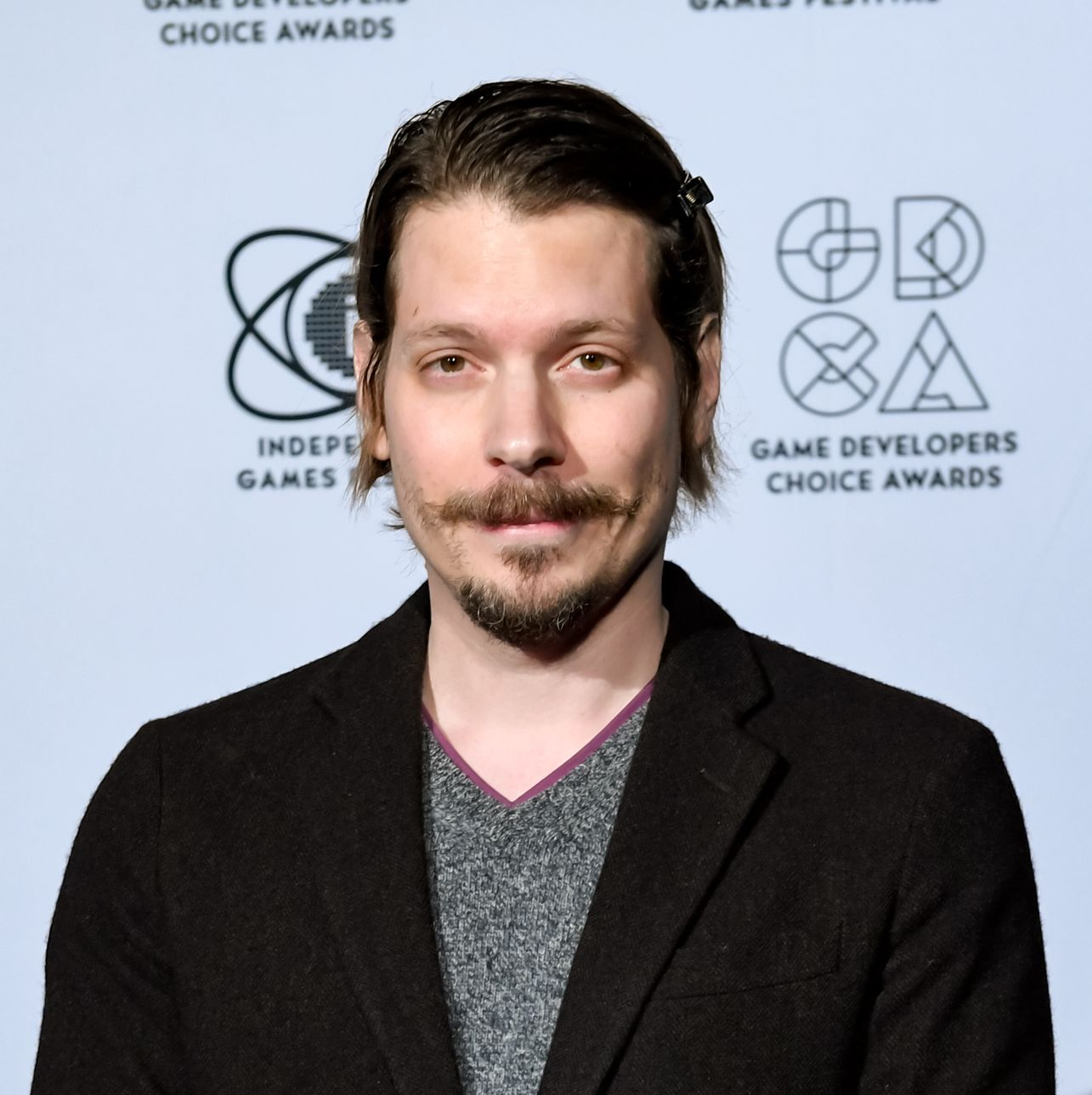
Lucas Pope

- Pope, Lynda (* 1953), australische Schachspielerin
- Pope, Martin (1918–2022), US-amerikanischer Chemiker
- Pope, Maurice (1926–2019), britischer Klassischer Philologe
- Pope, Maurice Arthur (1889–1978), kanadischer Ingenieur, Offizier und Diplomat
- Pope, Mildred K. (1872–1956), britische Romanistin
- Pope, Nathaniel (1784–1850), US-amerikanischer Jurist und Politiker
- Pope, Nick (* 1992), englischer FußballtorhüterNick Pope (* 1992)

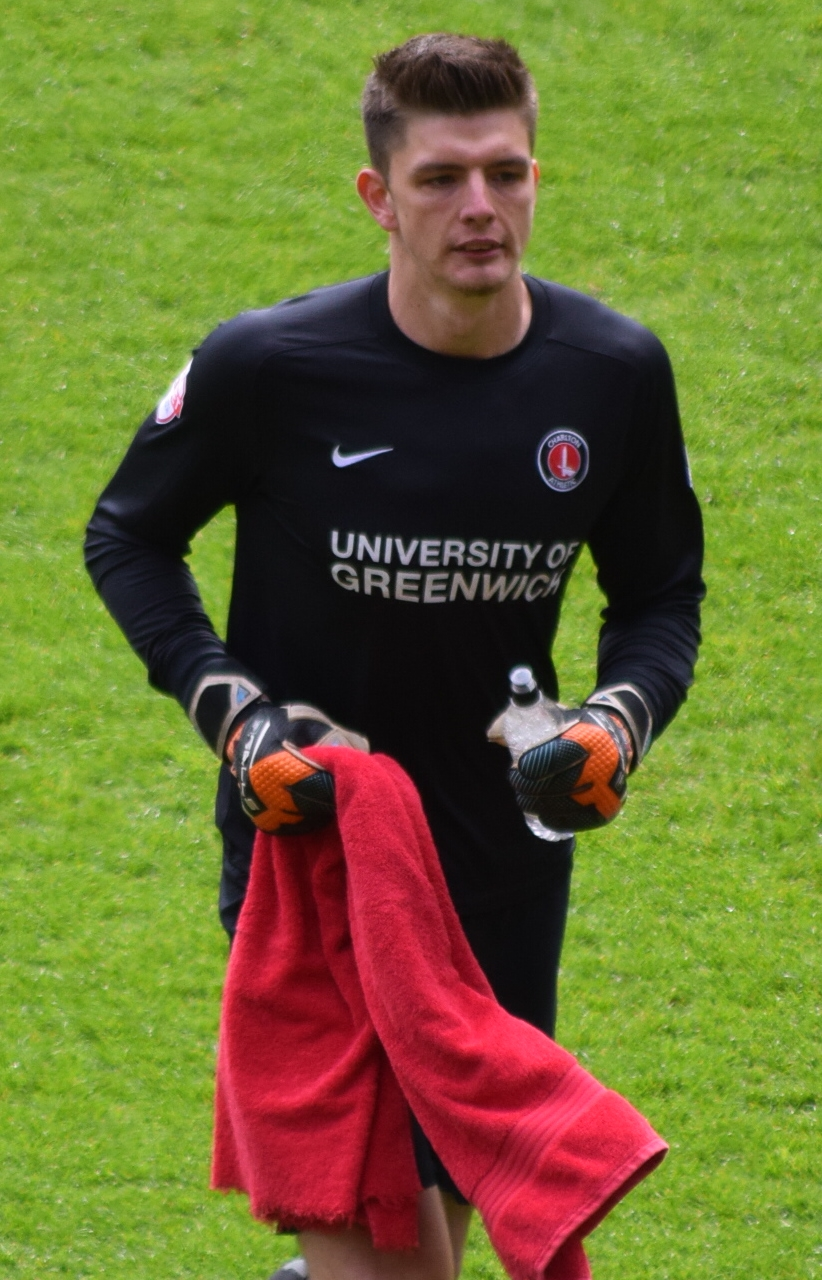
Nick Pope (* 1992)

- Pope, Odean (* 1938), US-amerikanischer Jazz-Saxophonist
- Pope, Ollie (* 1998), englischer Cricketspieler
- Pope, Patrick H. (1806–1841), US-amerikanischer Politiker
- Pope, Paula (1934–1995), US-amerikanische Wasserspringerin
- Pope, Peggy (1929–2020), US-amerikanische Schauspielerin
- Pope, Robert (* 1967), US-amerikanischer Comiczeichner und Illustrator
- Pope, Ron (* 1983), US-amerikanischer Pop- und Rock-Singer-Songwriter
- Pope, Saxton (1875–1926), US-amerikanischer Bogenschütze
- Pope, Thomas († 1603), englischer Komödiant und Akrobat
- Pope, Vyvyan (1891–1941), britischer Generalleutnant
- Pope, William Henry (1825–1879), kanadischer Politiker
- Pope, William Jackson (1870–1939), englischer Chemiker
- Pope-Hennessy, James (1916–1974), britischer Journalist und Schriftsteller
- Pope-Hennessy, John (1913–1994), britischer Kunsthistoriker und Direktor des British Museums in London
- Pope-Hennessy, Una (1875–1949), englische Übersetzerin, Sachbuchautorin und Biografin
- Pope.L, William (1955–2023), amerikanischer bildender Künstler
- Popea, Elena (1879–1941), rumänische Malerin
- Popeangă, Petre (* 1944), rumänischer Politiker und MdEP für Rumänien
- Popehn, Dakotah (* 1995), US-amerikanische Langstreckenläuferin
- Popeijus, Herman (1924–1997), niederländischer Karambolagespieler
- Popek (* 1978), polnischer Rapper
- Popek, Dan (* 1996), deutscher Jazz-, Klassik-, Boogie-Woogie- und Blues-Pianist
- Popek, Gerald J. (1946–2008), amerikanischer Informatiker
- Popek, Krzysztof (* 1957), polnischer Jazzmusiker (Flöte, Komposition) und Musikproduzent
- Popel von Lobkowicz, Georg († 1607), tschechischer Adeliger und Hofbeamter
- Popel von Lobkowitz, Wenzel Ferdinand (1654–1697), österreichischer Diplomat
- Popel von Lobkowitz, Zdeněk Vojtěch (1568–1628), Oberstkanzler von Böhmen
- Popel, Aleh (* 1983), belarussischer Fußballspieler
- Popel, Aleksander S. (* 1945), russisch-US-amerikanischer Hochschullehrer, Professor für biomedizinische Technik
- Popel, Esther (1896–1958), US-amerikanische Schriftstellerin, Dichterin und Lehrerin
- Pöpel, Franz (1901–1990), deutscher Bauingenieur
- Popel, Heike (* 1961), deutsche ehemalige Rennrodlerin der DDR
- Popel, Markell Onufrijewitsch (1825–1903), ukrainischer Ordensgeistlicher, griechisch-katholischer Bischof, russisch-orthodoxer Bischof
- Popel, Mary Ellen (1920–2016), US-amerikanische Schauspielerin
- Popel, Nikolai Kirillowitsch (1901–1980), sowjetischer Generalleutnant und Parteiaktivist
- Pöpel, Ralf (* 1954), deutscher Eishockeyspieler
- Popel, Stephan (1907–1987), polnisch-amerikanischer Schachmeister
- Popelíková, Nina (1920–1982), tschechoslowakische Schauspielerin und Synchronsprecherin
- Popelin, Claudius (1825–1892), französischer Schriftsteller, Historien- und Porträtmaler sowie Emailleur
- Popelin, Marie (1846–1913), belgische Feministin und Rechtsanwältin
- Popelka, Anna (* 1961), österreichische Architektin
- Popelka, Friedrich (1890–1973), österreichischer Historiker und Hochschullehrer
- Popelka, Liselotte (1931–2014), österreichische Kunsthistorikerin und Leiterin der Kunstsammlungen am Heeresgeschichtlichen Museum Wien
- Popelka, Otto, Ingenieur und Manager
- Popelka, Petr (* 1986), tschechischer Dirigent und Komponist
- Popelka, Vladimír (* 1948), tschechoslowakischer Radrennfahrer
- Popenoe, Paul Bowman (1888–1979), US-amerikanischer Pflanzensammler, Eheberater und Eugeniker
- Popentschenko, Waleri Wladimirowitsch (1937–1975), sowjetischer Boxer
- Popert, Charlotte (1848–1922), deutsche Porträt- und Genremalerin sowie Radiererin
- Popert, Hermann (1871–1932), deutscher Richter und Schriftsteller
- Popescu, Adela (* 1986), rumänische Schauspielerin und Sängerin
- Popescu, Adrian (* 1960), rumänischer Fußballspieler und -trainer
- Popescu, Adriana (* 1980), deutsche Schriftstellerin mit rumänischen WurzelnAdriana Popescu (* 1980)

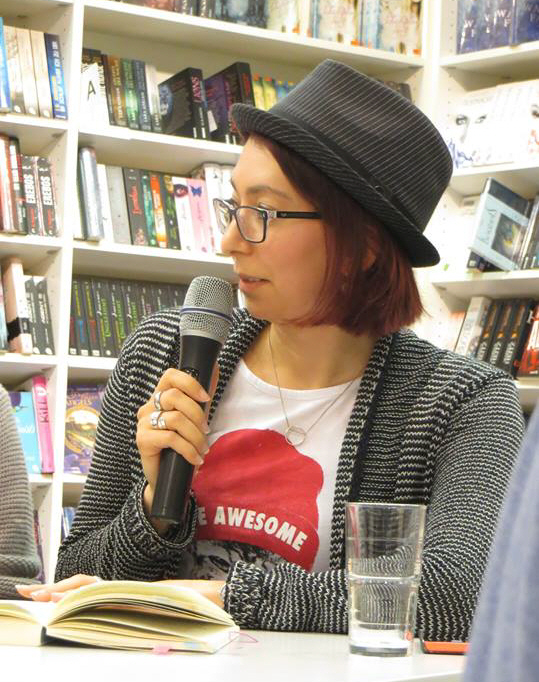
Adriana Popescu (* 1980)

- Popescu, Ana Maria (* 1984), rumänische Degenfechterin
- Popescu, Anna (* 1997), britische Tennisspielerin
- Popescu, Cosmin Alin (* 1974), rumänischer Umweltwissenschaftler und Universitätsrektor
- Popescu, Cristian Tudor (* 1956), rumänischer Journalist und Schriftsteller
- Popescu, Dan-Mircea (* 1950), rumänischer Politiker
- Popescu, Daniel (* 1983), rumänischer Kunstturner
- Popescu, Daniel (* 1988), rumänischer Fußballspieler
- Popescu, Dimitrie (1961–2023), rumänischer Ruderer
- Popescu, Dumitru (1928–2024), rumänischer Politiker (PMR/PCR), Journalist und Schriftsteller
- Popescu, Elena (* 1989), moldauische Leichtathletin
- Popescu, Elvira (1894–1993), rumänische Schauspielerin
- Popescu, Florin (* 1974), rumänischer Kanute
- Popescu, Gabriel (* 1973), rumänischer Fußballspieler, -trainer und Unternehmer
- Popescu, Georgian (* 1984), rumänischer Boxer und Olympiateilnehmer 2008
- Popescu, Gheorghe (1919–2001), rumänischer Fußballspieler, -trainer und -funktionär
- Popescu, Gheorghe (* 1942), rumänischer Diplomat im Ruhestand
- Popescu, Gheorghe (* 1967), rumänischer Fußballspieler und GeschäftsmannGheorghe Popescu (* 1967)

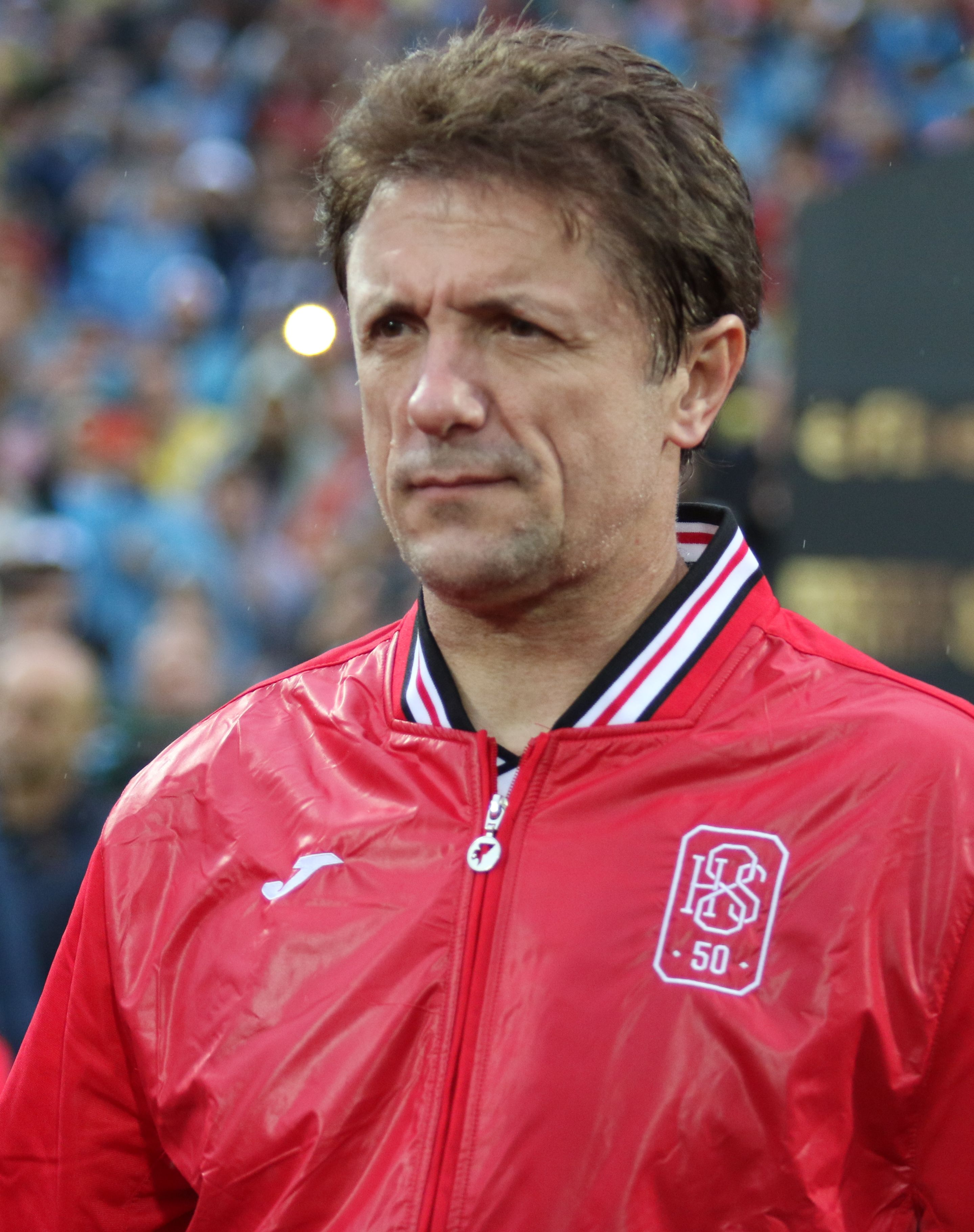
Gheorghe Popescu (* 1967)

- Popescu, Ion (* 1941), rumänischer Handballspieler und Handballtrainer
- Popescu, Maria (1919–2004), rumänische Frau, Opfer eines Justizskandals in der Schweiz
- Popescu, Mărioara (* 1962), rumänische Ruderin
- Popescu, Marius Daniel (* 1963), rumänischer Schriftsteller
- Popescu, Mihai (* 1993), rumänischer Fußballspieler
- Popescu, Mihail Lucian (1960–2021), rumänischer Eishockeyspieler
- Popescu, Mitică (1936–2023), rumänischer Schauspieler
- Popescu, Octavian (* 2002), rumänischer Fußballspieler
- Popescu, Ovidiu (* 1994), rumänischer Fußballspieler
- Popescu, Rucsandra (* 1980), rumänische Komponistin, Chorleiterin und Pianistin
- Popescu, Sandu (* 1956), britischer Physiker
- Popescu, Stelian (1874–1954), rumänischer Politiker und Journalist
- Popescu-Puțuri, Ion (1906–1993), rumänischer Politiker (PMR, PCR), Historiker
- Popescu-Sibiu, Ion (1901–1974), rumänischer Psychiater und Psychoanalytiker
- Popescu-Tăriceanu, Călin (* 1952), rumänischer Politiker

### Poph
- Pophal, Hans-Dieter (* 1937), deutscher Sportler
- Popham, Arthur E. (1889–1970), britischer Kunsthistoriker
- Popham, Home Riggs (1762–1820), britischer Marineoffizier und Politiker

### Popi
- Popic, Antonio (* 2006), österreichischer Fußballspieler
- Popiel, Herzog von Polen
- Popiel, Antoni (1865–1910), polnischer Bildhauer
- Popiel, Ignacy (1863–1941), polnischer Schachspieler
- Popiel, Jacek (* 1954), polnischer Theaterwissenschaftler und Rektor der Jagiellonen-Universität
- Popiel, Maurycy (* 1990), polnischer Schauspieler
- Popiel, Mieczysław (1904–1992), polnischer Politiker, Mitglied des Sejm (PZPR), Schifffahrtsminister
- Popiel, Poul (* 1943), US-amerikanisch-dänischer Eishockeyspieler und -trainer
- Popielarski, Władysław (* 1950), polnischer Handballspieler
- Popieluch, Katarzyna (* 1963), polnische Skilangläuferin
- Popiełuszko, Jerzy (1947–1984), polnischer Geistlicher, der vom polnischen Staatssicherheitsdienst ermordet wurde, SeligerJerzy Popiełuszko (1947–1984)

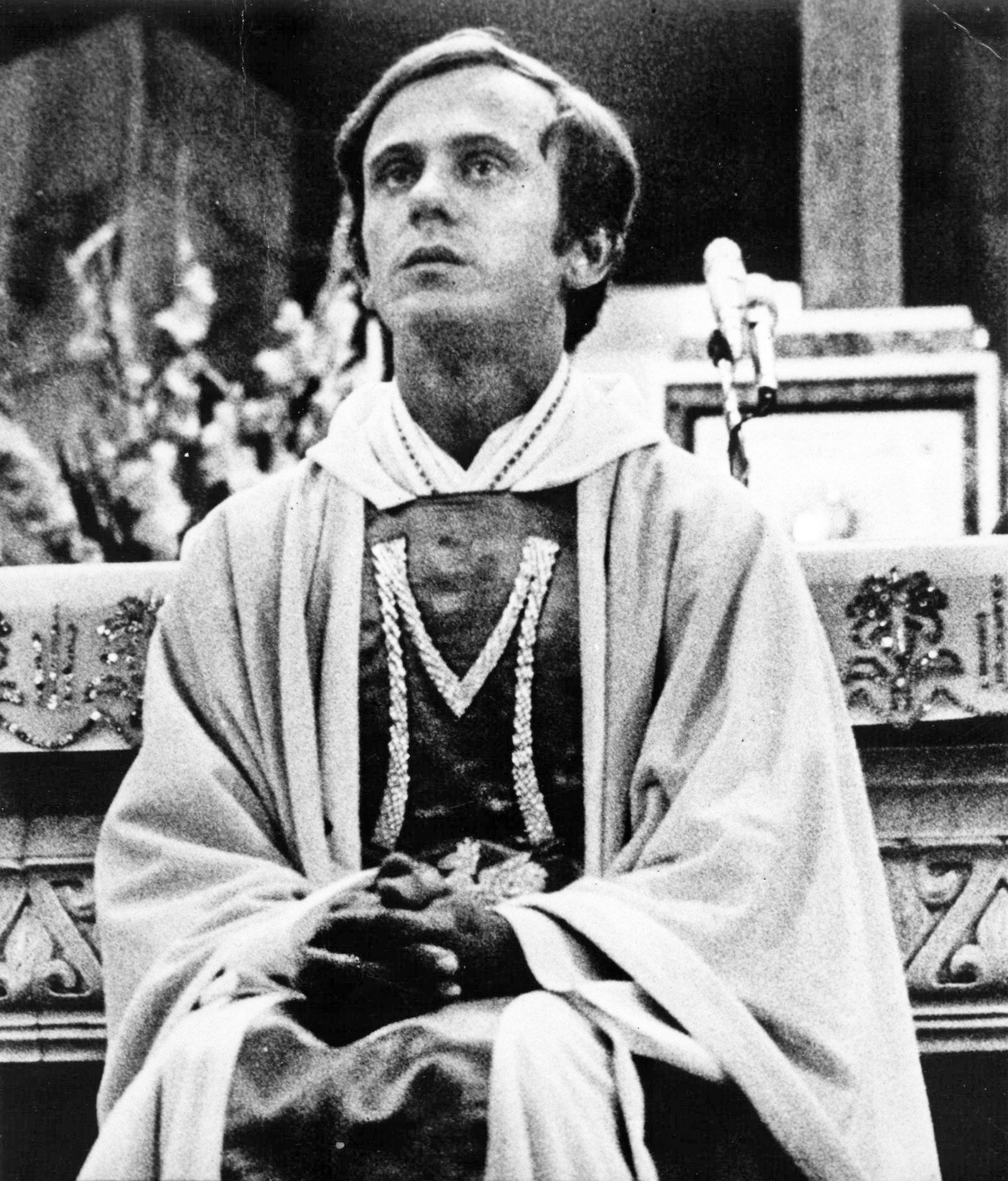
Jerzy Popiełuszko (1947–1984)

- Popiersch, Max (1893–1942), deutscher Mediziner und erster SS-Standortarzt im KZ Auschwitz
- Popiesch, Thomas (* 1965), deutscher Eishockeyspieler und -trainer
- Popilius Albinus, Titus, römischer Offizier (Kaiserzeit)
- Popilius Carus Pedo, Gaius, römischer Konsul 147
- Popilius Pedo Apronianus, römischer Konsul 191
- Popillius Laenas, Gaius, römischer Politiker, Konsul 172 und 158 v. Chr.
- Popillius Laenas, Marcus, römischer Politiker, Konsul 139 v. Chr.
- Popillius Laenas, Marcus, römischer Politiker, Konsul 173 v. Chr., Zensor 159 v. Chr.
- Popillius Laenas, Marcus, römischer Konsul 359, 356, 354 (?), 350 und 348 v. Chr.
- Popillius Laenas, Marcus, römischer Konsul 316 v. Chr.
- Popillius Laenas, Publius, römischer Politiker
- Popilski, Gil (* 1993), israelischer Schachspieler
- Popineau, Charles (1871–1948), französischer Fotograf
- Popineau, Charles Fernand Robert (1925–1991), französischer Illustrator
- Popineau, François (1887–1951), französischer Bildhauer
- Popiolek, Ursula (* 1943), deutsche Slawistin und Übersetzerin
- Popiołek, Zofia (* 1952), polnische Politikerin (Ruch Palikota), Mitglied des Sejm
- Popistașu, Maria (* 1980), rumänische Schauspielerin
- Popit, France (1921–2013), jugoslawischer Politiker
- Popitz, Heinrich (1925–2002), deutscher Soziologe
- Popitz, Johannes (1884–1945), deutscher Politiker und Widerstandskämpfer gegen den NationalsozialismusJohannes Popitz (1884–1945)

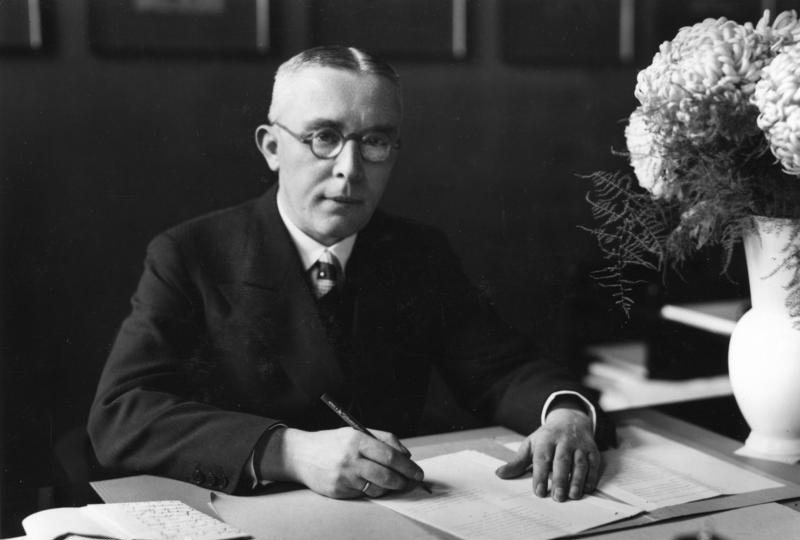
Johannes Popitz (1884–1945)

- Popitz, Peter (1937–2017), deutscher Kommunalpolitiker (SPD), 1990–1999 Oberbürgermeister von Frankenthal (Pfalz)
- Popius, Eduard († 1624), niederländischer Remonstrant
- Popivoda, Danilo (1947–2021), jugoslawischer Fußballspieler
- Popiwanow, Radoi (1913–2010), bulgarischer Genetiker und Minister

### Popj
- Popják, George Joseph (1914–1998), ungarisch-britischer Biochemiker
- Popjanskis, Genoks (1920–1958), lettischer Fußballspieler

### Popk
- Popke, Joachim (* 1935), deutscher Radrennfahrer
- Popke, Julia (* 1986), deutsche Tänzerin, Cheerleaderin und Schauspielerin
- Popke, Sofie (* 1990), deutsche Schauspielerin
- Popken, Jan (1905–1970), niederländischer Mathematiker
- Popken, Minna (1866–1939), deutsche in der Schweiz wirkende Ärztin und Seelsorgerin
- Popkes, Enno (1904–1959), ostfriesischer Orgelsachverständiger und Kirchenmusiker
- Popkes, Enno Edzard (* 1969), evangelischer Theologe
- Popkes, Wiard (1936–2007), deutscher baptistischer Theologe
- Popkin, Cedric (1891–1968), australischer Luftabwehr-MG-Schütze
- Popkin, John Snelling (1771–1852), US-amerikanischer Altphilologe
- Popkin, Lenny (* 1941), amerikanischer Jazzmusiker (Tenorsaxophon)
- Popkin, Richard (1923–2005), amerikanischer Philosophiehistoriker
- Popkin, Zelda (1898–1983), US-amerikanische Kriminalschriftstellerin und freie Journalistin
- Popko, Dmitri (* 1996), russisch-kasachischer TennisspielerDmitri Popko (* 1996)

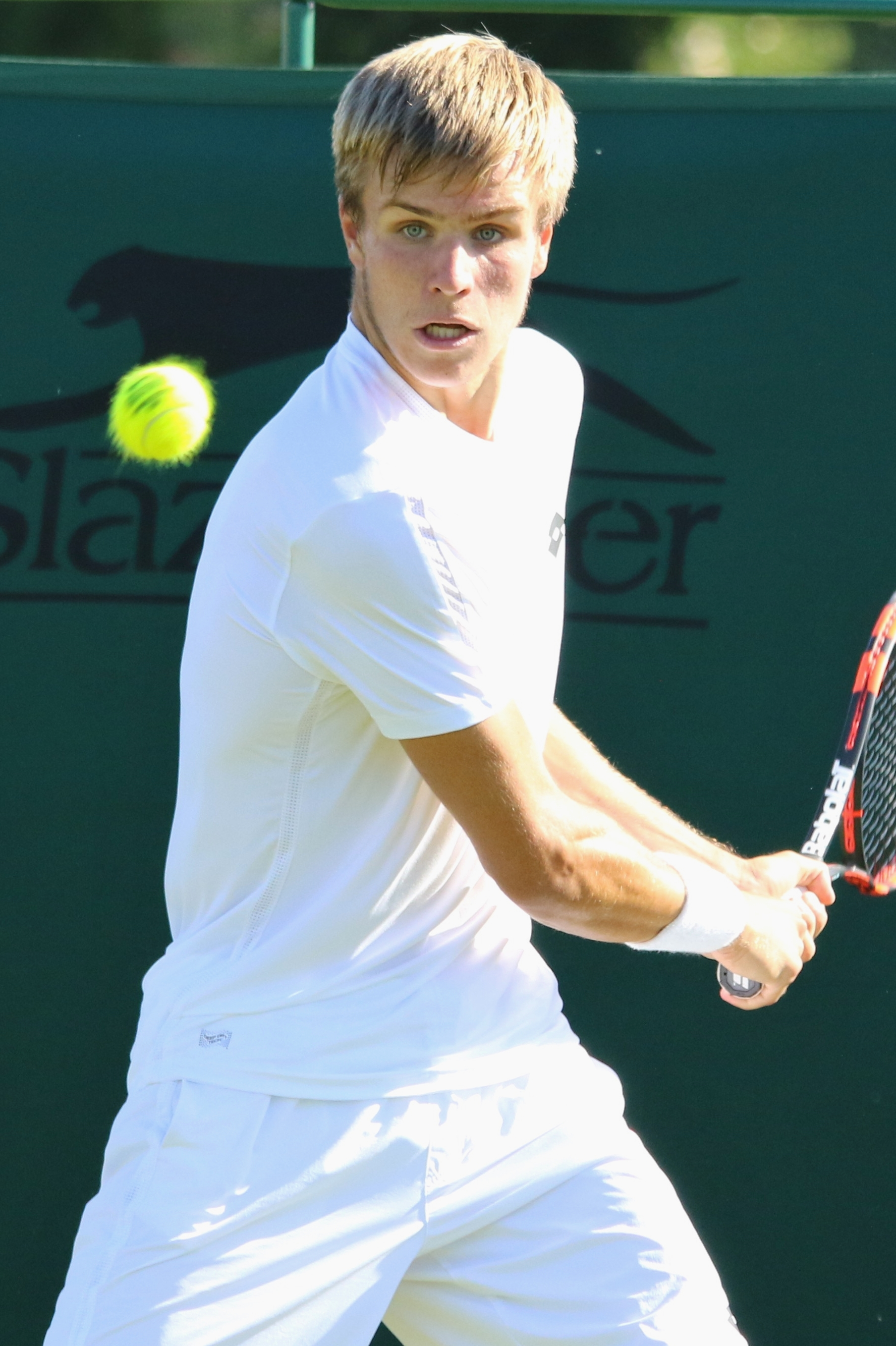
Dmitri Popko (* 1996)

- Popko, Maciej (1936–2014), polnischer Hethitologe
- Popkonstantinow, Kasimir (* 1942), bulgarischer Historiker und Archäologe
- Popkow, Michail Wiktorowitsch (* 1964), russischer Serienmörder und Vergewaltiger
- Popkow, Witalij (* 1983), russisch-ukrainischer Radrennfahrer
- Popkowa, Wera Iwanowna (1943–2011), sowjetische Sprinterin

### Popl
- Popl(…), griechischer Koroplast
- Poplatnik, Matej (* 1992), slowenischer Fußballspieler
- Poplavskaja, Kristina (* 1971), litauische Ruderin
- Poplavski, Aleksander (1955–2019), litauischer Politiker
- Poplawska, Anastassija (* 2001), ukrainische Tennisspielerin
- Poplawskaja, Irina Iwanowna (1924–2012), sowjetische bzw. russische Schauspielerin, Filmregisseurin, Drehbuchautorin, Hochschullehrerin und Schriftstellerin
- Popławski, Artur (1860–1918), polnischer Ingenieur und Schachspieler
- Poplawski, Boris Julianowitsch (1903–1935), russischer Schriftsteller
- Popławski, Marceli (1882–1948), polnischer Komponist, Geiger, Dirigent und Musikpädagoge
- Popławski, Nikodem Janusz (* 1975), polnischer theoretischer Physiker
- Popławski, Stanisław (1902–1973), sowjetischer und polnischer Heerführer, Mitglied des Sejm
- Poplawski, Stephen (1885–1956), US-amerikanischer Erfinder
- Poplawsky, Felix (* 1979), deutscher Kameramann
- Pople, John Anthony (1925–2004), britischer Mathematiker und Chemiker und Nobelpreisträger für Chemie
- Poplewtschenkow, Artjom Alexandrowitsch (* 2000), russischer Fußballspieler
- Poplimont, André (1893–1973), belgischer Eishockeyspieler und Fechter
- Poplin, Jack (1920–2007), US-amerikanischer Filmarchitekt
- Popluhár, Ján (1935–2011), tschechoslowakischer Fußballspieler
- Popluhárová, Petra (* 1988), slowakische HandballspielerinPetra Popluhárová (* 1988)

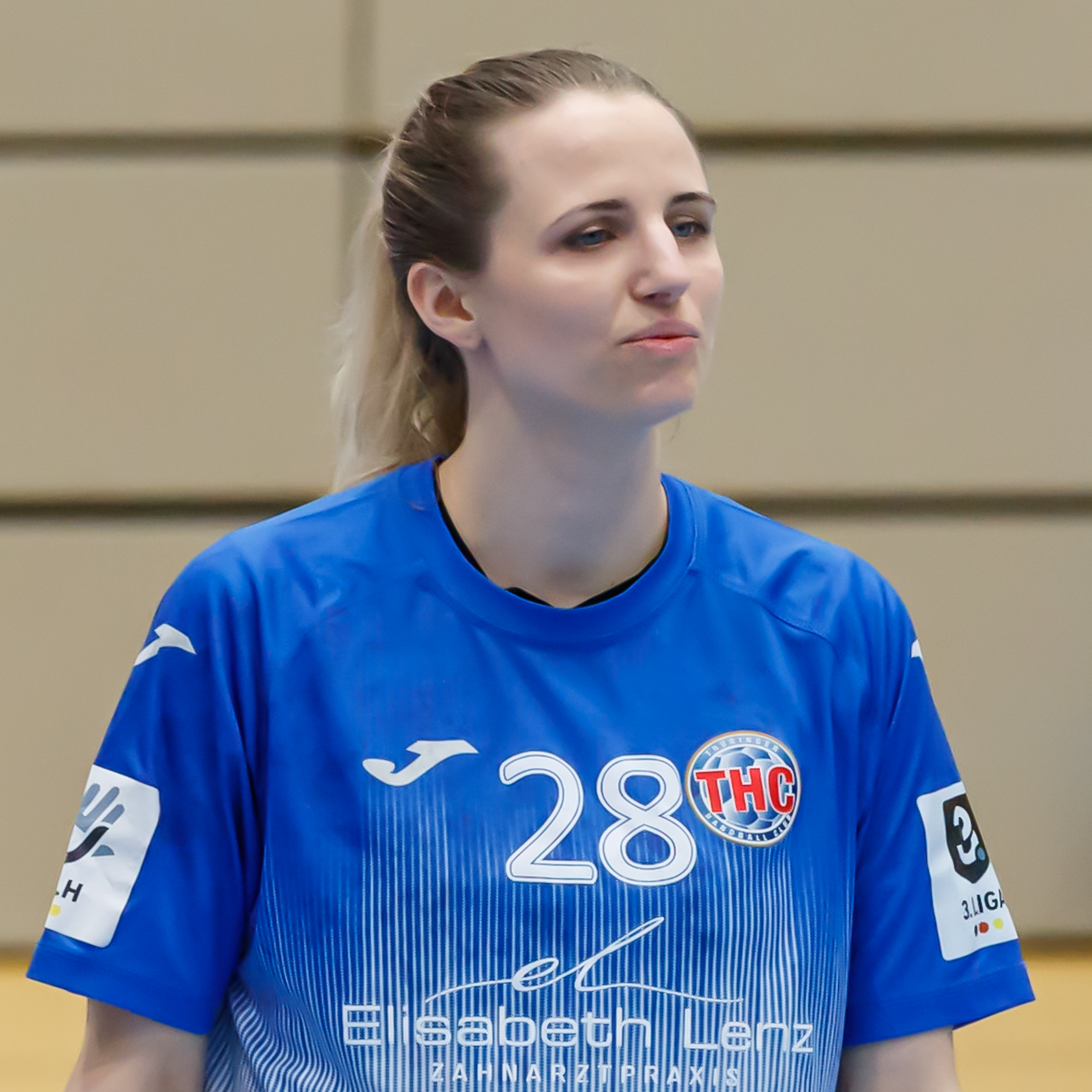
Petra Popluhárová (* 1988)

- Poplutz, Georg, deutscher Sänger (lyrischer Tenor)
- Poplutz, Uta (* 1971), deutsche römisch-katholische Theologin

### Popn
- Popnoname (* 1978), deutscher Musiker

### Popo
- Popoff, Martin (* 1963), kanadischer Musikjournalist und Sachbuch-Essayist
- Popoff, Peter (* 1946), US-amerikanischer Fernsehprediger
- Popofsich, Karl (* 1910), österreichischer Politiker (NSDAP), Landtagsabgeordneter
- Popogrebski, Alexei Petrowitsch (* 1972), russischer Filmregisseur und Drehbuchautor
- Popolizio, Massimo (* 1961), italienischer Schauspieler und Synchronsprecher
- Popoola, Aaron (* 1942), ghanaischer Boxer
- Popoola, Olumide (* 1975), nigerianisch-deutsche Schriftstellerin
- Poposki, Nikola (* 1977), nordmazedonischer Politiker und Diplomat
- Popov, Alexey, moldauischer Balletttänzer
- Popov, Christo (* 2002), französischer Badmintonspieler
- Popov, Dušan (1912–1981), jugoslawischer Spion und DoppelagentDušan Popov (1912–1981)

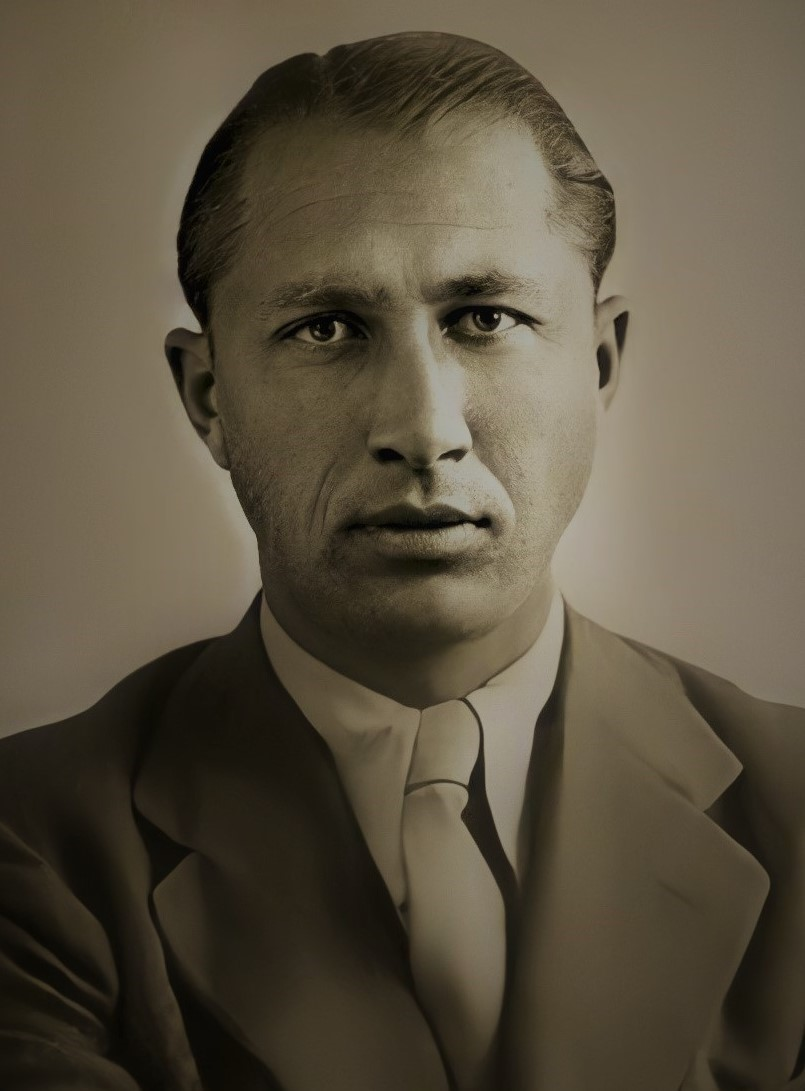
Dušan Popov (1912–1981)

- Popov, Egor (1913–2001), US-amerikanischer Bauingenieur
- Popov, German (* 1966), ukrainischer Musiker
- Popov, Konstantin (* 1958), russisch-deutscher Gitarrist
- Popov, Maria (* 1993), deutsche Journalistin und Moderatorin
- Popov, Mihail (* 1976), französischer Badmintonspieler bulgarischer Herkunft
- Popov, Nebojša (1939–2016), jugoslawischer bzw. serbischer Soziologe
- Popov, Robert (* 1982), mazedonischer Fußballspieler
- Popov, Sophia (* 1992), deutsch-amerikanische Golf-Spielerin
- Popov, Toma Junior (* 1998), französischer Badmintonspieler
- Popov, Vasile Mihai (* 1928), rumänischer Mathematiker
- Popov, Vidina (* 1992), österreichische SchauspielerinVidina Popov (* 1992)

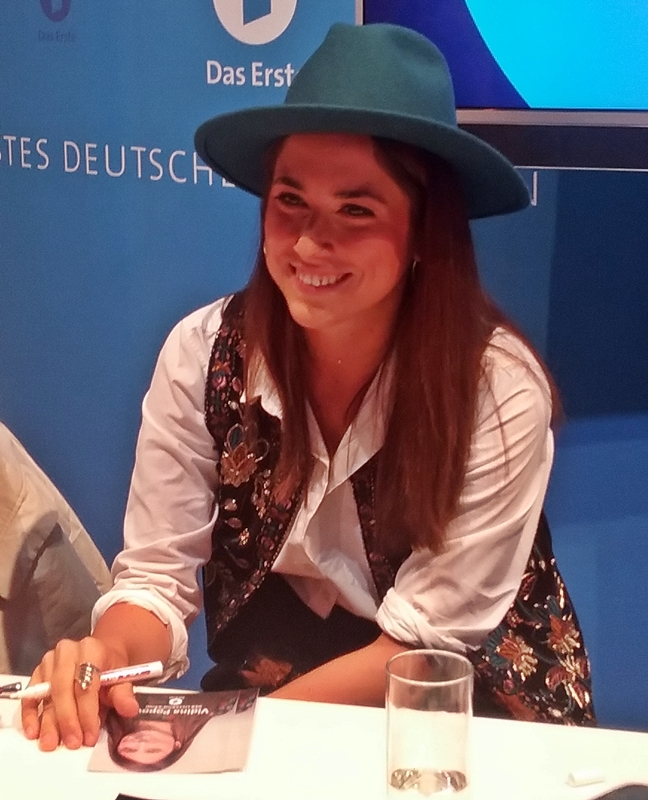
Vidina Popov (* 1992)

- Popov, Vladimir (* 1977), moldauischer Gewichtheber
- Popova Alderson, Helen (1924–1972), russisch-britische Mathematikerin, Übersetzerin und Hochschullehrerin
- Popova, Faton (* 1984), deutsch-albanischer Fußballspieler
- Popova, Larisa (* 1957), sowjetisch-moldauische Ruderin
- Popova, Maria (* 1984), US-amerikanische Autorin
- Popova, Mariana (* 1978), bulgarisch-deutsche Pianistin
- Popovas, Vasilijus (* 1956), litauischer Politiker, Mitglied des Seimas
- Popovic, Aleksandar (1929–1996), jugoslawischer Schriftsteller
- Popović, Aleksandar (1931–2014), serbisch-französischer Politologe, Historiker, Orientalist, Spezialist für Islam auf dem Balkan (Sufismus)
- Popović, Aleksandar (* 1983), österreichisch-serbischer Fußballspieler
- Popović, Ana (* 1976), serbische Bluesgitarristin und SängerinAna Popović (* 1976)

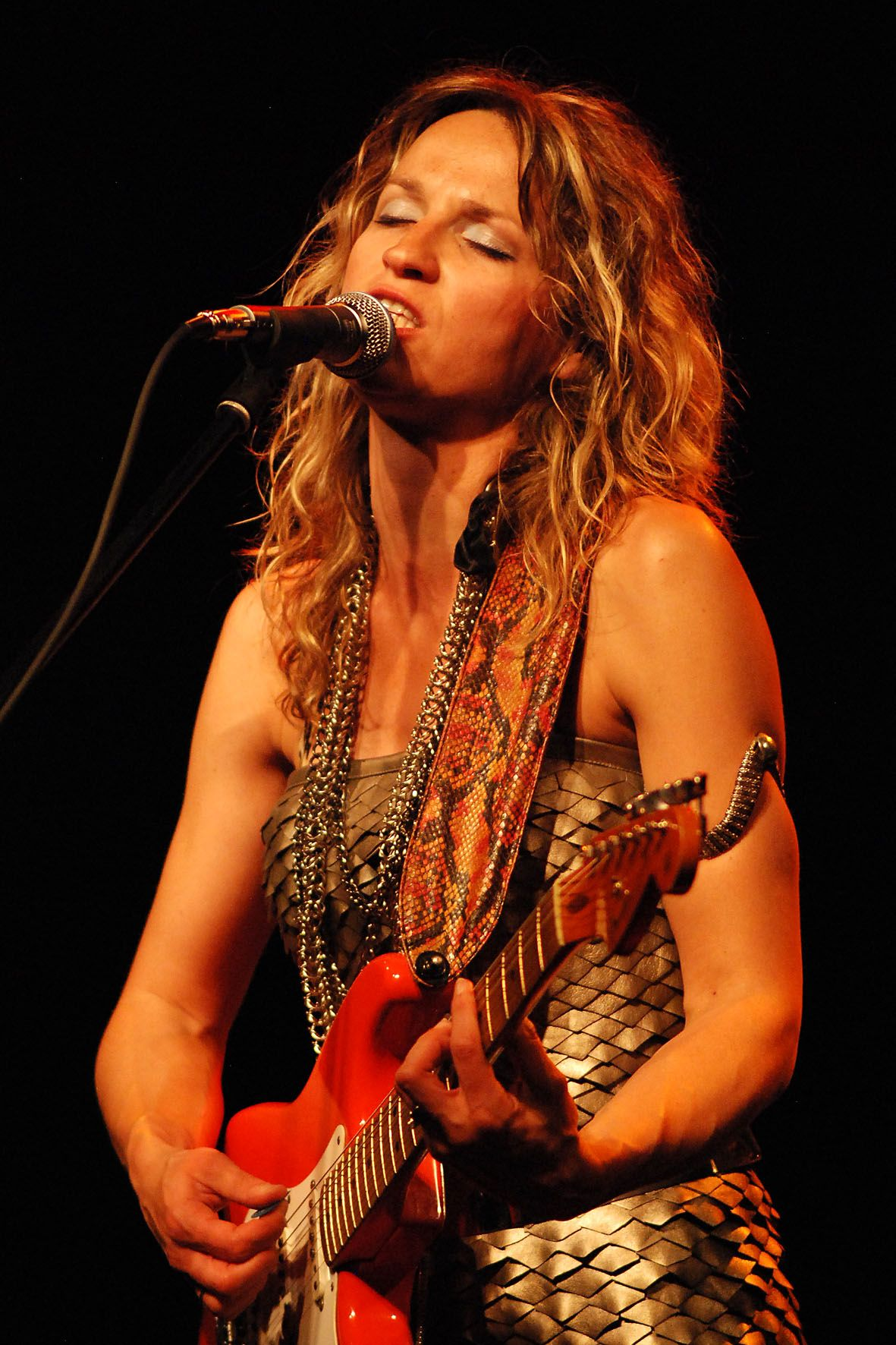
Ana Popović (* 1976)

- Popoviç, Andrey (* 1992), aserbaidschanischer Fußballtorhüter
- Popović, Andrija (* 1959), montenegrinischer Wasserballspieler und Politiker
- Popović, Andrijana (* 2002), montenegrinische Handballspielerin
- Popović, Bogdan (1864–1944), serbischer Literaturwissenschaftler
- Popović, Bojana (* 1979), montenegrinische Handballspielerin und -trainerin
- Popovič, Boris (* 1962), slowenischer Politiker und Unternehmer
- Popovic, Boris (* 1982), österreichischer Schauspieler und Musiker
- Popović, Borislav (1931–2009), jugoslawisch-serbischer Theater- und Opernregisseur
- Popovic, Borivoje (1925–2016), jugoslawischer Tischtennisfunktionär
- Popović, Cvjetko (1896–1980), bosnisch-serbischer Unabhängigkeitskämpfer, Attentäter Franz Ferdinands von Österreich-Este
- Popović, Danijel (1982–2002), kroatischer Fußballspieler
- Popović, Davor (1946–2001), bosnischer Popsänger
- Popović, Edo (* 1957), kroatischer Schriftsteller und Journalist
- Popović, Ivan (* 1994), serbischer Handballspieler
- Popovic, Ivana (* 2000), australische Tennisspielerin
- Popović, Jovan (* 1987), serbischer Ruderer
- Popović, Justin (1894–1979), jugoslawischer Geistlicher, Theologe der Orthodoxen KircheJustin Popović (1894–1979)

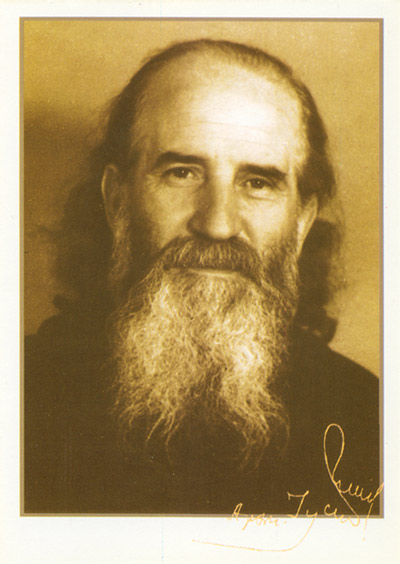
Justin Popović (1894–1979)

- Popović, Koča (1908–1992), jugoslawischer Politiker
- Popović, Leona (* 1997), kroatische Skirennläuferin
- Popovic, Ljubomir (* 2004), österreichischer Fußballspieler
- Popovic, Mark (* 1982), kroatisch-kanadischer Eishockeyspieler
- Popović, Marko (* 1982), kroatischer Basketballspieler
- Popović, Mateja (* 2002), serbischer Eishockeyspieler
- Popović, Mavid (1909–1994), jugoslawischer Schauspieler
- Popović, Michael F. R. (* 1947), deutscher Arzt und ärztlicher Standespolitiker
- Popović, Milislav (* 1997), australischer Fußballspieler
- Popović, Milorad (1979–2006), serbischer Fußballspieler
- Popović, Mina (* 1994), serbische Volleyballspielerin
- Popović, Nebojša (* 1947), jugoslawischer Handballspieler
- Popović, Petar (* 1959), serbischer Schachgroßmeister
- Popović, Petar (* 1979), serbischer Basketballspieler
- Popovic, Peter (* 1968), schwedischer Eishockeyspieler und -trainer
- Popović, Ranko (* 1967), serbisch-österreichischer Fußballspieler und -trainerRanko Popović (* 1967)

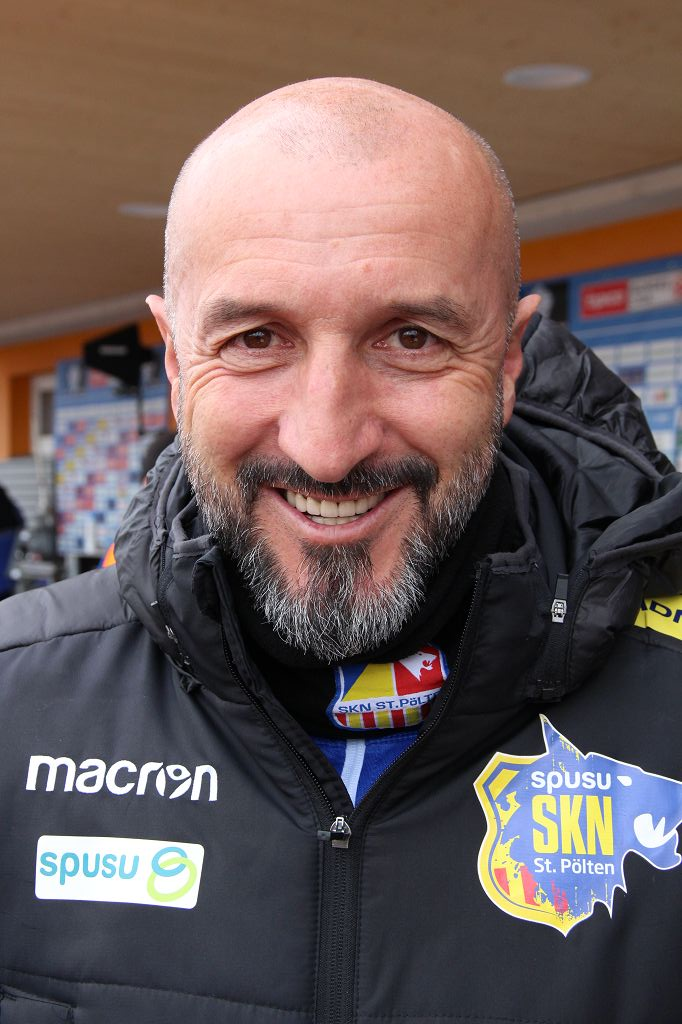
Ranko Popović (* 1967)

- Popović, Sanja (* 1984), kroatische Volleyball-Nationalspielerin
- Popović, Silvija (* 1986), serbische Volleyballspielerin
- Popović, Slaviša (* 1965), jugoslawisch-serbischer Boxer
- Popović, Srđa, serbischer Politaktivist
- Popović, Stevan D. (1844–1902), serbischer Kultusminister und Pädagoge
- Popović, Tamara (* 2002), Skirennläufer
- Popovic, Tony (* 1973), australischer Fußballspieler und -trainer
- Popović, Veljko (* 2000), serbischer Handballspieler
- Popović, Veselin (* 1975), serbischer Fußballspieler
- Popović, Vladica (1935–2020), jugoslawischer Fußballspieler
- Popović, Vlado (1914–1972), jugoslawischer Politiker
- Popović, Vujadin (* 1957), bosnischer Offizier, am Massaker von Srebrenica beteiligt
- Popovich, Alexander (1891–1952), österreichischer Fußball-Nationalspieler
- Popovich, Gregg (* 1949), US-amerikanischer Basketballtrainer
- Popovici, Alexandru (* 1977), moldauischer Fußballspieler
- Popovici, Aurel (1863–1917), rumänischer Publizist und Politiker
- Popovici, Constantin (1846–1938), griechisch-orthodoxer Theologe und Hochschullehrer in Czernowitz
- Popovici, Constantin (* 1988), rumänischer Wasserspringer
- Popovici, David (* 2004), rumänischer SchwimmerDavid Popovici (* 2004)

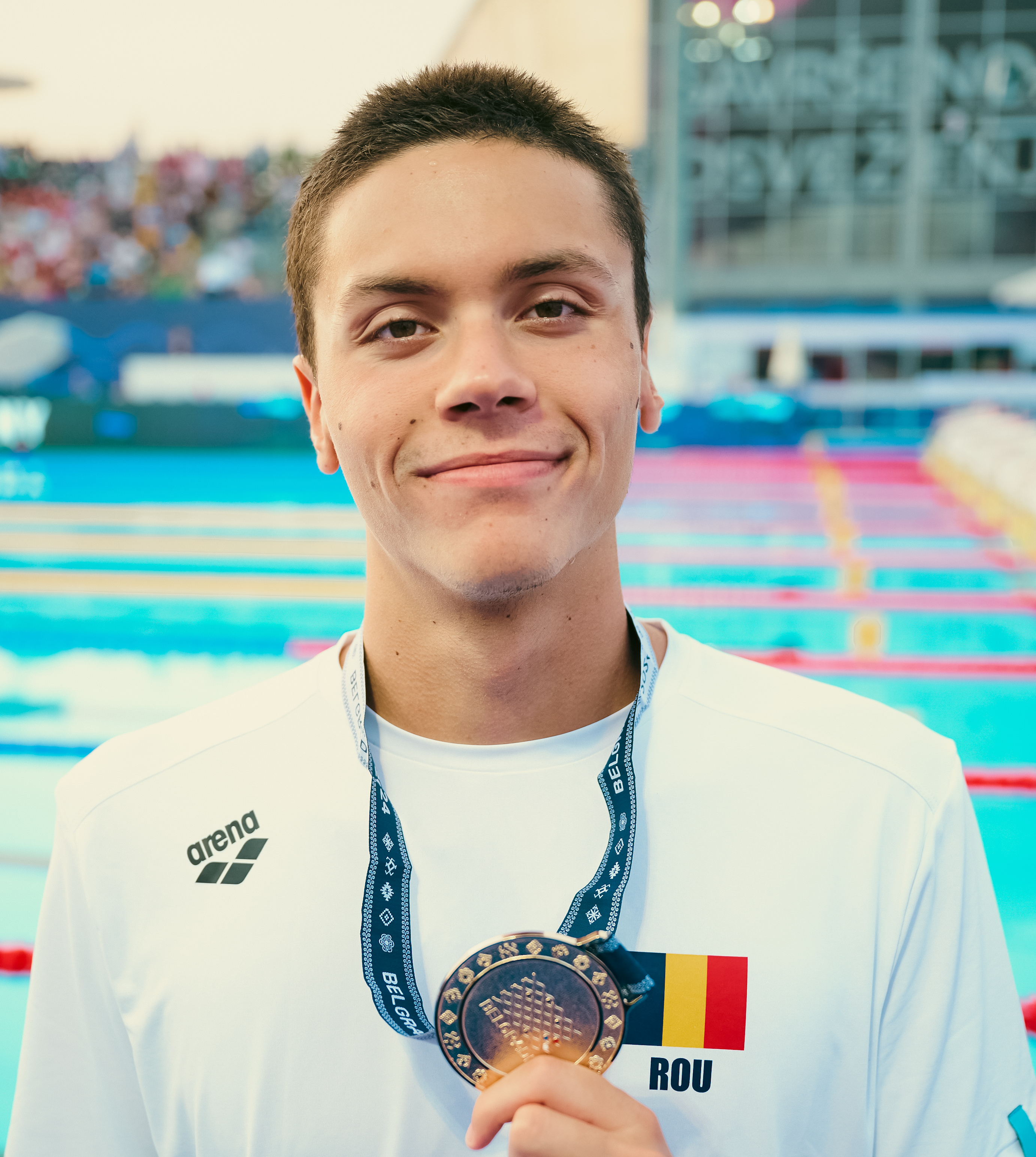
David Popovici (* 2004)

- Popovici, Demeter (1859–1927), rumänischer Opernsänger der Stimmlage Bariton, Gesangspädagoge und Operndirektor
- Popovici, Fred (* 1948), rumänischer Komponist
- Popovici, Gheorghe (* 1935), rumänischer Ringer
- Popovici, Honorina, rumänische Opernsängerin (Sopran)
- Popovici, Traian (1892–1946), rumänischer Rechtsanwalt und Bürgermeister von Czernowitz
- Popovics, Sándor (1862–1935), ungarischer Finanzfachmann, Politiker und Finanzminister
- Popovics, Sándor (1939–2019), ungarisch-niederländischer Fußballspieler und -trainer
- Popovienė, Raminta (* 1970), litauische Politikerin
- Popovová, Valentina (* 1960), sowjetisch-slowakische Tischtennisspielerin
- Popovs, Zinons (1906–1944), lettischer Radrennfahrer
- Popow, Albert (* 1997), bulgarischer Skirennläufer
- Popow, Alek (1966–2024), bulgarischer Schriftsteller
- Popow, Alexandar (* 1951), bulgarischer Sprinter
- Popow, Alexander (* 1986), russischer DJ
- Popow, Alexander Alexandrowitsch (* 1980), russischer Eishockeyspieler
- Popow, Alexander Borissowitsch (* 1959), sowjetischer Gewichtheber
- Popow, Alexander Stepanowitsch (1859–1906), russischer Physiker und Pionier der FunktechnikAlexander Stepanowitsch Popow (1859–1906)

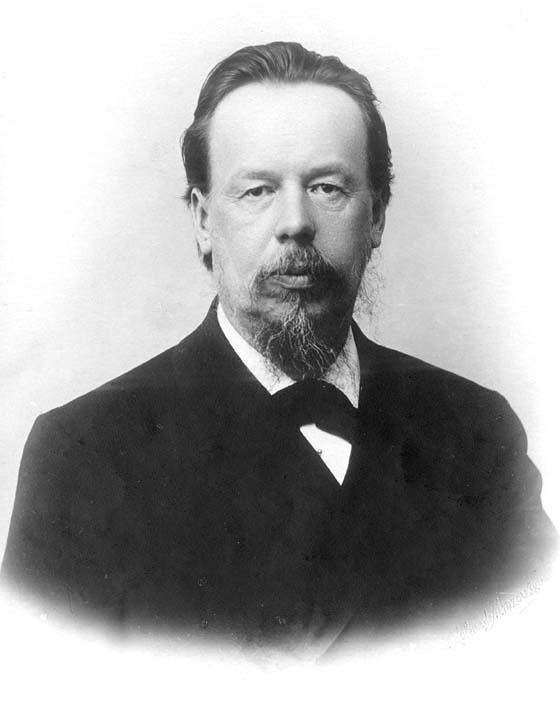
Alexander Stepanowitsch Popow (1859–1906)

- Popow, Alexander Wassiljewitsch (1808–1865), russischer Orientalist, Mongolist und Hochschullehrer
- Popow, Alexander Wladimirowitsch (* 1971), russischer SchwimmerAlexander Wladimirowitsch Popow (* 1971)

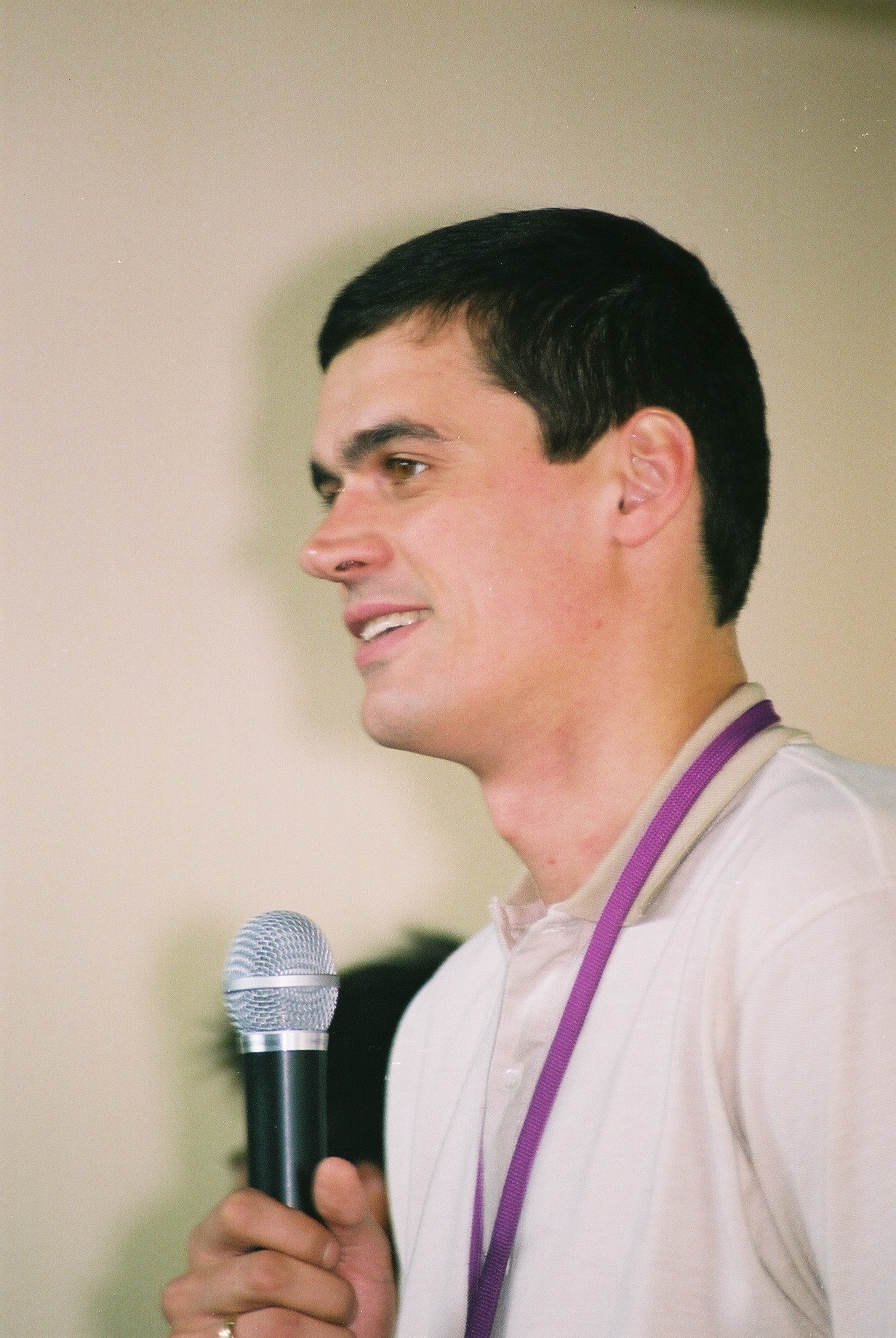
Alexander Wladimirowitsch Popow (* 1971)

- Popow, Andrei Wladislawowitsch (* 1988), russischer Eishockeyspieler
- Popow, Anton (1915–1942), bulgarischer Widerstandskämpfer gegen den Nationalsozialismus
- Popow, Apostol (* 1982), bulgarischer Fußballspieler
- Popow, Atanas (1906–1972), bulgarischer Biologe
- Popow, Blagoi (1902–1968), bulgarischer Kommunist
- Popow, Christo (1858–1951), bulgarischer Kaufman
- Popow, Denis Alexandrowitsch (* 1979), russischer Fußballspieler
- Popow, Denis Wladimirowitsch (* 2002), russischer Fußballspieler
- Popow, Dimitar (1927–2015), bulgarischer Politiker und Ministerpräsident
- Popow, Dmitri Wladimirowitsch (* 1966), sowjetisch-russischer Eishockeyspieler
- Popow, Faddei Nikititsch, russischer Schiffbauer und Segelmacher
- Popow, Fedot Alexejewitsch, Kaufmann, Unternehmer und Polarforscher
- Popow, Gawriil Charitonowitsch (* 1936), russischer Wirtschaftssachverständiger, Bürgermeister von Moskau (1991–1992)
- Popow, Gawriil Nikolajewitsch (1904–1972), russischer Komponist
- Popow, Georgi (1944–2024), bulgarischer Fußballspieler
- Popow, Georgi Michailowitsch (1906–1968), sowjetischer Politiker und Diplomat
- Popow, Georgi Wladimirowitsch (1912–1974), sowjetischer Gewichtheber
- Popow, Heinrich (* 1983), deutscher LeichtathletHeinrich Popow (* 1983)

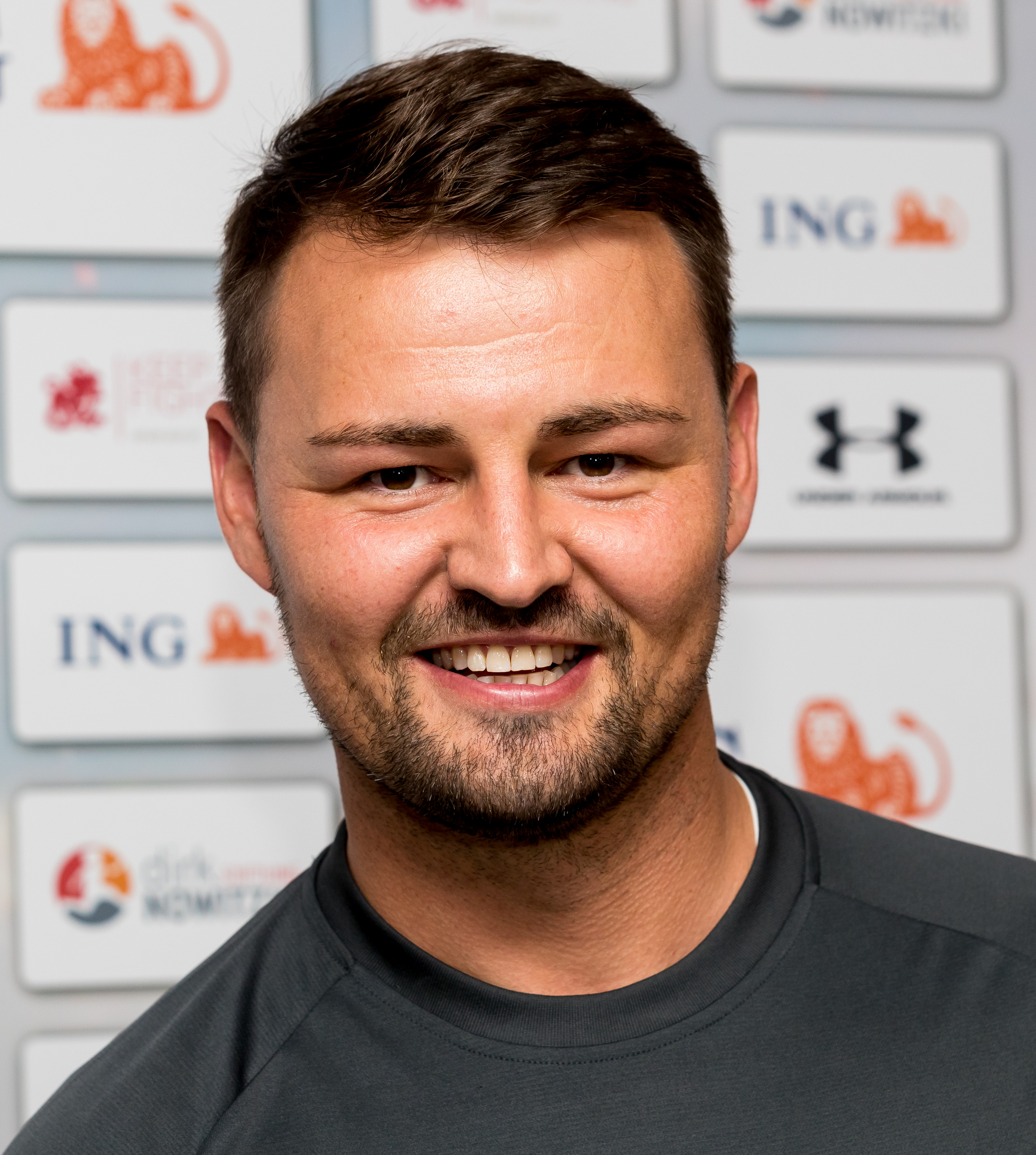
Heinrich Popow (* 1983)

- Popow, Illja (* 2002), ukrainischer Sprinter
- Popow, Irina (* 1967), deutsche Fernsehregisseurin sowie Hörspiel- und Synchronsprecherin
- Popow, Iwan (1951–2014), bulgarischer Radrennfahrer
- Popow, Iwan Alexejewitsch (* 1851), Bürgermeister von Mariupol
- Popow, Iwan Iwanowitsch (* 1975), russischer Generalmajor
- Popow, Iwan Wassiljewitsch (1889–1974), russischer Geologe und Hochschullehrer
- Popow, Iwelin (* 1987), bulgarischer Fußballspieler
- Popow, Jewgeni Alexandrowitsch (* 1984), russischer Radrennfahrer und Sportlicher Leiter
- Popow, Jewgeni Anatoljewitsch (* 1946), russischer Prosa-Schriftsteller
- Popow, Jewgeni Sergejewitsch (* 1976), russischer Bobpilot
- Popow, Jurdan (1867–1932), bulgarisch-österreichischer Architekt
- Popow, Juri Alexandrowitsch (1936–2016), russischer Entomologe und Paläontologe
- Popow, Juri Michailowitsch (* 1929), sowjetisch-russischer Physiker und Hochschullehrer
- Popow, Konstantin Sergejewitsch (* 1972), russischer Biathlet
- Popow, Leonid Iwanowitsch (* 1945), sowjetischer Kosmonaut, Pilot
- Popow, Markian Michailowitsch (1902–1969), sowjetischer Armeegeneral
- Popow, Michail (1899–1978), bulgarischer Opernsänger (Bass)
- Popow, Michail Grigorjewitsch (1893–1955), russischer Botaniker
- Popow, Michail Petrowitsch (1837–1898), russischer Bildhauer
- Popow, Narzis (* 1952), bulgarischer Sprinter
- Popow, Nikifor Gerassimowitsch (1911–1983), sowjetischer Langstreckenläufer
- Popow, Nikita Iwanowitsch (1720–1782), russischer Astronom
- Popow, Niko (1837–1905), bulgarischer Industrieller und Politiker
- Popow, Nikolai Jefgrafowitsch (1878–1929), russischer Pilot
- Popow, Nil Alexandrowitsch (1844–1892), russischer Historiker, Slawist, Philologe und Dozent
- Popow, Oleg Konstantinowitsch (1930–2016), russischer Clown und PantomimeOleg Konstantinowitsch Popow (1930–2016)

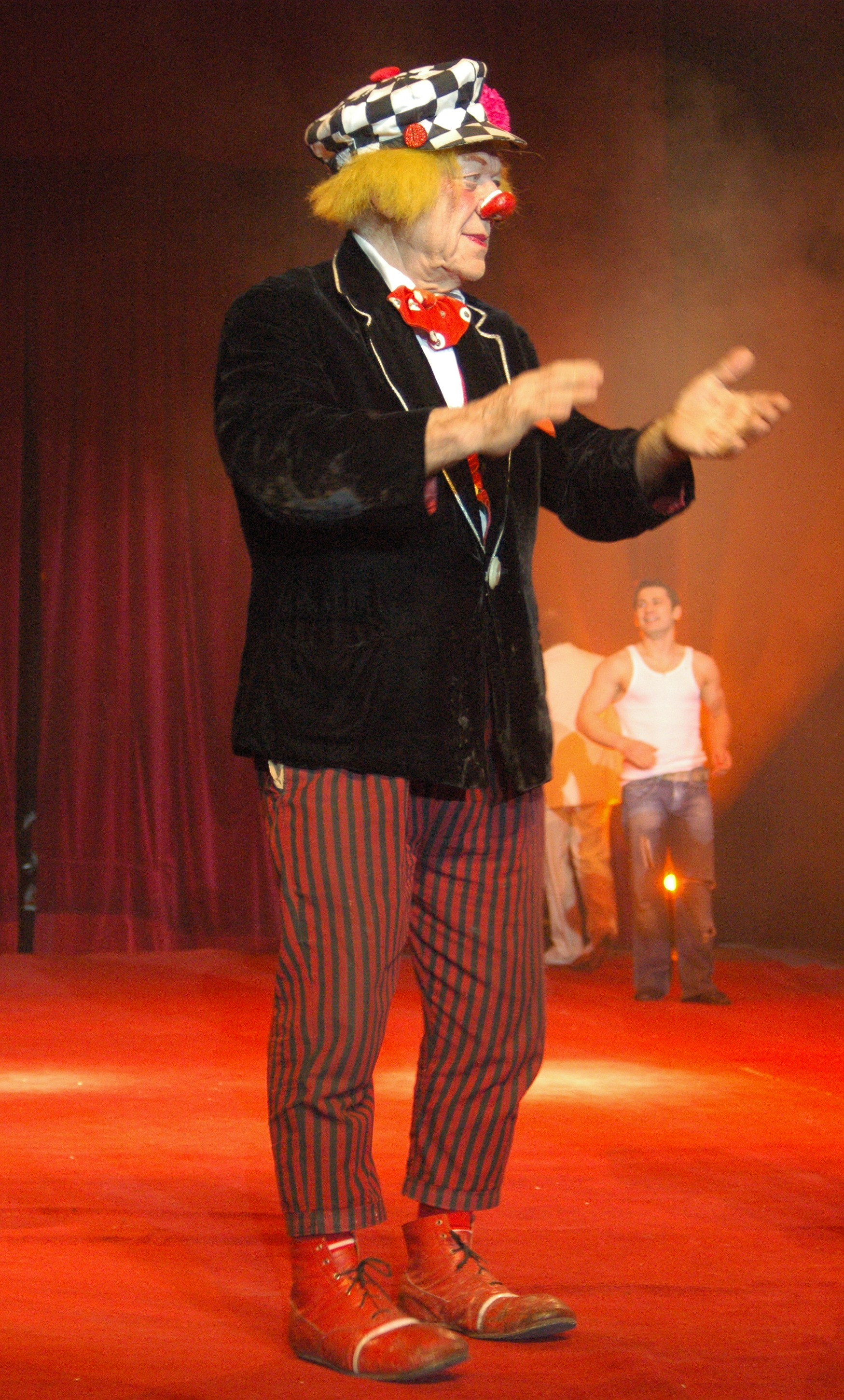
Oleg Konstantinowitsch Popow (1930–2016)

- Popow, Oleksandr (* 1960), ukrainischer Politiker
- Popow, Omar Surchai ogly (* 2003), russischer Fußballspieler
- Popow, Pawel (1902–1988), bulgarischer Biologe
- Popow, Pawel (* 1976), russischer Badmintonspieler
- Popow, Pawel Anatoljewitsch (* 1957), russischer General und Politiker
- Popow, Pawel Stepanowitsch (1842–1913), russischer Sinologe
- Popow, Pjotr Alexandrowitsch (* 1985), russischer Naturbahnrodler
- Popow, Sergei Konstantinowitsch (1930–1995), sowjetischer Marathonläufer
- Popow, Serhij (* 1991), ukrainischer Beachvolleyballspieler
- Popow, Strachil (* 1990), bulgarischer Fußballspieler
- Popow, Waleri Sergejewitsch (* 1937), russischer Fagottist
- Popow, Waleri Sergejewitsch (* 1974), russischer Schachmeister
- Popow, Wassili Stepanowitsch (1894–1967), sowjetischer Generaloberst
- Popow, Wiktor Nikolajewitsch (1937–1994), russischer Physiker
- Popow, Wiktor Sergejewitsch (1934–2008), russischer Dirigent und Chorleiter
- Popow, Wladimir Albertowitsch (1962–2025), sowjetischer RingerWladimir Albertowitsch Popow (1962–2025)

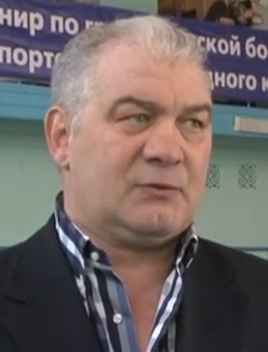
Wladimir Albertowitsch Popow (1962–2025)

- Popowa, Antonina Nikolajewna (* 1935), sowjetisch-russische Diskuswerferin
- Popowa, Darja (* 1993), französische Eiskunstläuferin
- Popowa, Galina Michailowna (1932–2017), sowjetische Sprinterin und Weitspringerin
- Popowa, Irina Fjodorowna (* 1961), sowjetische bzw. russische Historikerin, Sinologin und Hochschullehrerin
- Popowa, Iryna (* 1991), ukrainische Mountainbikerin
- Popowa, Jelisaweta Alexejewna Popowa, russische Diplomatin
- Popowa, Ljubow Sergejewna (1889–1924), russische MalerinLjubow Sergejewna Popowa (1889–1924)

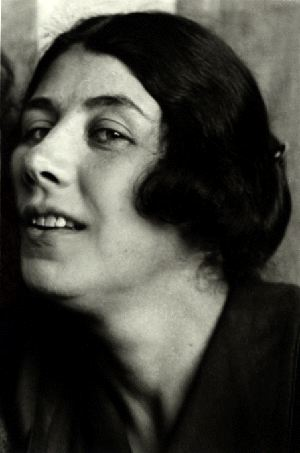
Ljubow Sergejewna Popowa (1889–1924)

- Popowa, Margarita (* 1956), bulgarische Juristin und Politikerin
- Popowa, Mariana (* 1978), bulgarische Sängerin
- Popowa, Natalja Sergejewna (1885–1975), sowjetische Pädagogin und Schulbuchautorin für Arithmetik
- Popowa, Nina Wassiljewna (1908–1994), sowjetische bzw. russische Parteifunktionärin und Politikerin
- Popowa, Radka (* 1974), bulgarische Biathletin
- Popowa, Sofka (* 1953), bulgarische Sprinterin
- Popowa, Stefani (* 1993), bulgarische Biathletin
- Popowa, Swetlana Wladimirowna (* 1988), russische Beachvolleyballspielerin
- Popowa, Walentina Wadimowna (* 1972), russische Gewichtheberin
- Popowa, Warwara Alexandrowna (1899–1988), sowjetische Theaterschauspielerin und Filmschauspielerin
- Popowa, Wera Jewstafjewna (1867–1896), russische Chemikerin und Hochschullehrerin
- Popowa-Mutafowa, Fani (1902–1977), bulgarische Schriftstellerin
- Popowa-Zydroń, Katarzyna (* 1948), polnische Pianistin und Musikpädagogin
- Popowicz, Eugeniusz (* 1961), polnischer Geistlicher, ukrainisch griechisch-katholischer Erzbischof von Przemyśl-Warschau
- Popowicz, Eusebius (1838–1922), rumänischer Kirchenhistoriker
- Popowicz, Jan (* 1948), polnischer Bogenschütze
- Popowicz-Drapała, Marika (* 1988), polnische Leichtathletin
- Popowitsch, Johann Siegmund (1705–1774), österreichischer Sprach- und Naturforscher
- Popowitsch, Marina Lawrentjewna (1931–2017), sowjetische Testpilotin
- Popowitsch, Pawel Romanowitsch (1930–2009), sowjetischer Kosmonaut
- Popowkin, Wladimir Alexandrowitsch (1957–2014), russischer General
- Popowskaja, Ljudmila Nikolajewna (* 1950), sowjetisch-russische Fünfkämpferin
- Popowski, Jozéf (1904–1961), polnischer Radrennfahrer
- Popowytsch, Jaroslaw (* 1980), ukrainischer Radrennfahrer und Sportlicher LeiterJaroslaw Popowytsch (* 1980)

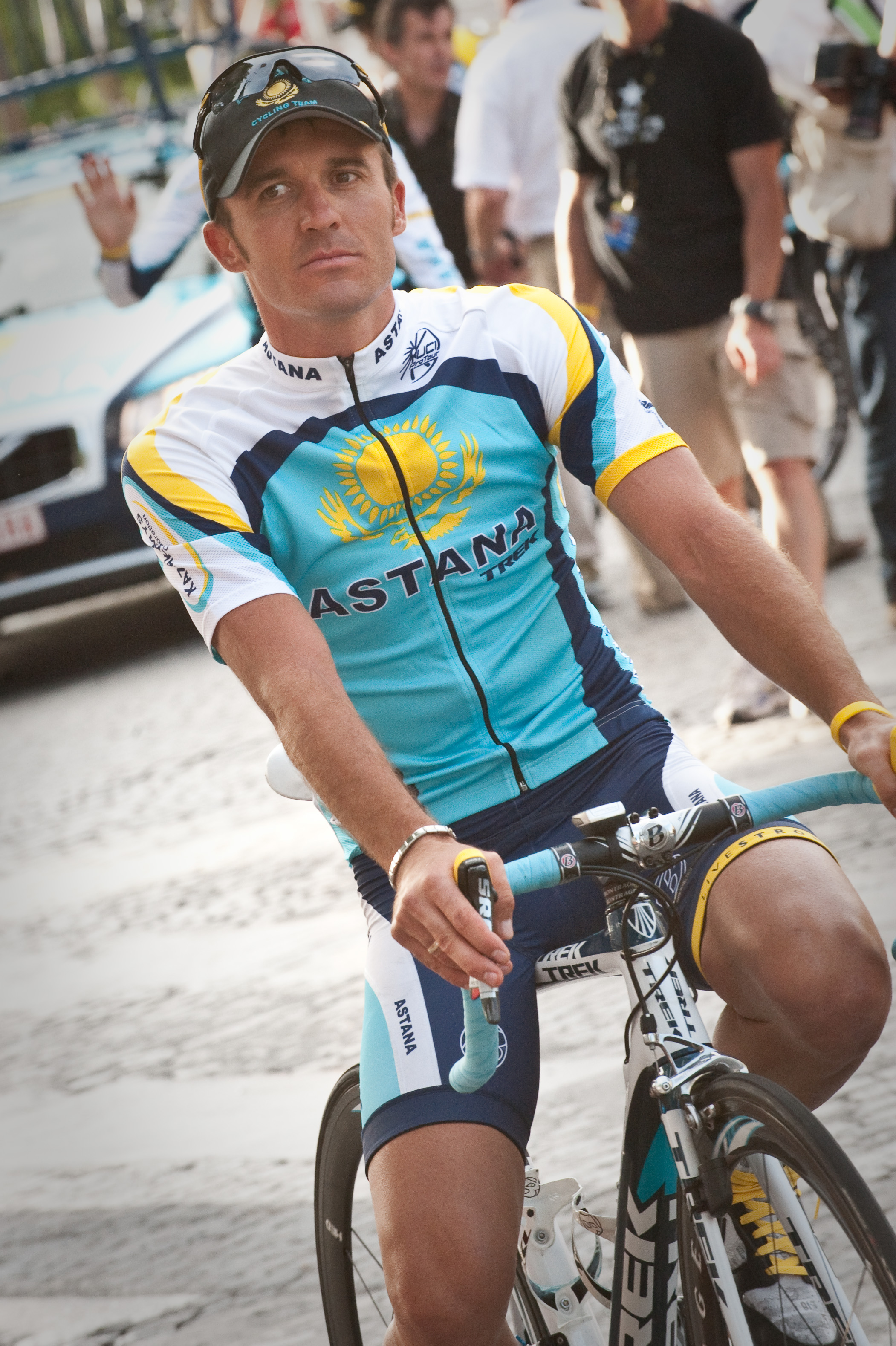
Jaroslaw Popowytsch (* 1980)

- Popowytsch, Mykola (* 1971), ukrainischer Skilangläufer
- Popowytsch, Myroslaw (1930–2018), ukrainischer Philosoph

### Popp
- Popp, Adelheid (1869–1939), österreichische Frauenrechtlerin und Sozialistin, Abgeordnete zum Nationalrat
- Popp, Alexander (1891–1947), österreichischer Architekt
- Popp, Alexander (* 1976), deutscher Tennisspieler
- Popp, Alexandra (* 1991), deutsche FußballspielerinAlexandra Popp (* 1991)

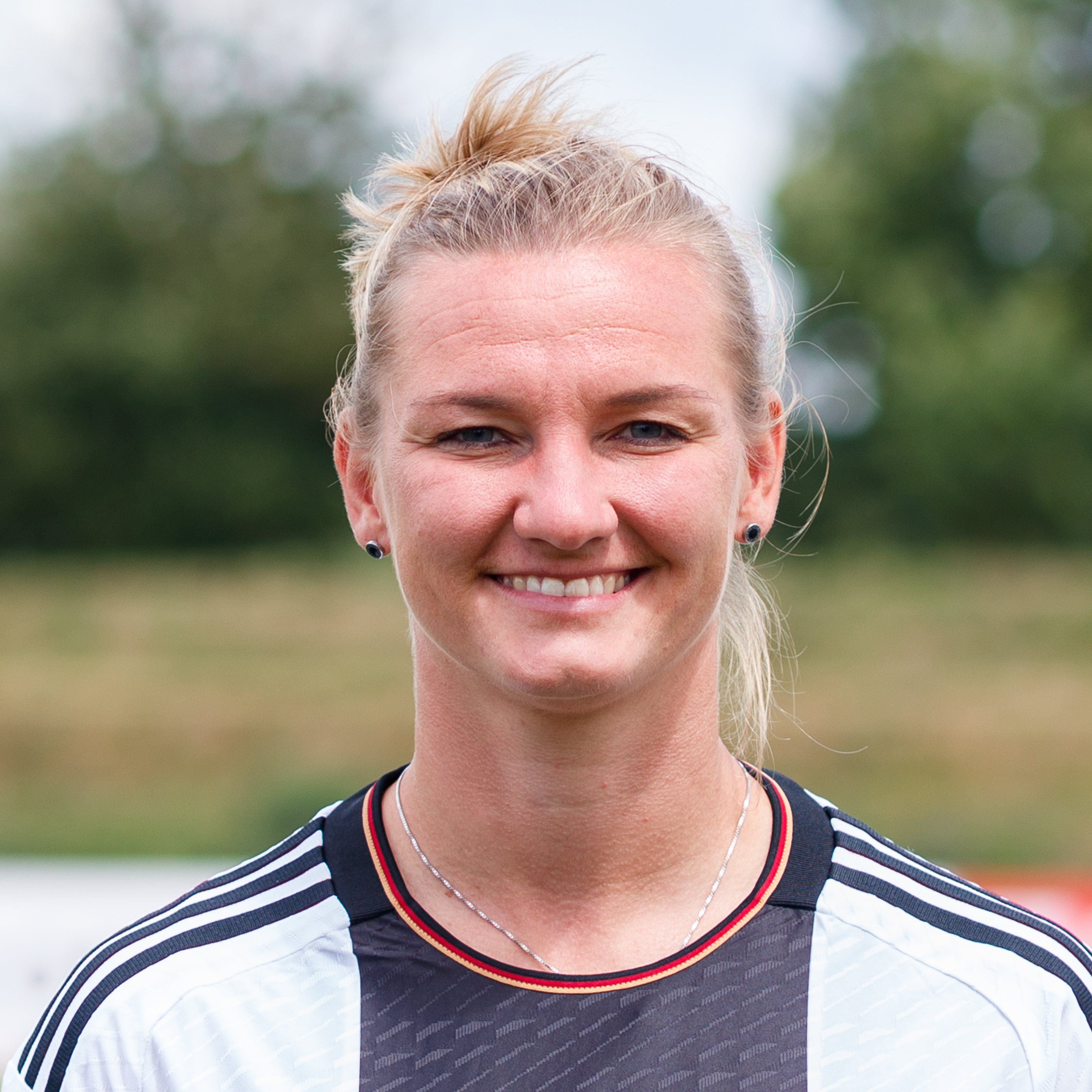
Alexandra Popp (* 1991)

- Popp, Alfred, kanadischer Jurist, Vorsitzender des Ship-source Oil Pollution Fund
- Popp, Alfred (1920–2005), deutscher Fußballspieler
- Popp, Andreas (* 1973), deutscher Jurist und Hochschullehrer
- Popp, Anny E. (* 1891), österreichische Kunsthistorikerin
- Popp, Antonín (1850–1915), tschechischer Bildhauer
- Popp, Barbara (1802–1870), deutsche Malerin und Lithografin
- Popp, Bastian (* 1978), deutscher Wirtschaftswissenschaftler
- Popp, Bernard Ferdinand (1917–2014), US-amerikanischer römisch-katholische Kirche Geistlicher, Weihbischof in San Antonio
- Popp, Bettina (* 1957), deutsche Sprinterin
- Popp, Caroline (1808–1891), belgische Journalistin
- Popp, Christian (* 1966), deutscher Film- und TV-Produzent
- Popp, Christian von (1891–1964), deutscher Architekt, Ehrenbürger der Stadt Bayreuth
- Popp, Chrono (1954–2020), österreichischer Sänger, Komponist, Gitarrist und Musikproduzent
- Popp, Dieter (1938–2020), deutscher Spion des Militärischen Nachrichtendienstes der Nationalen Volksarmee der DDR
- Popp, Dietmar (* 1963), deutscher Kunsthistoriker
- Popp, Dominik (* 1995), österreichischer FußballspielerDominik Popp (* 1995)

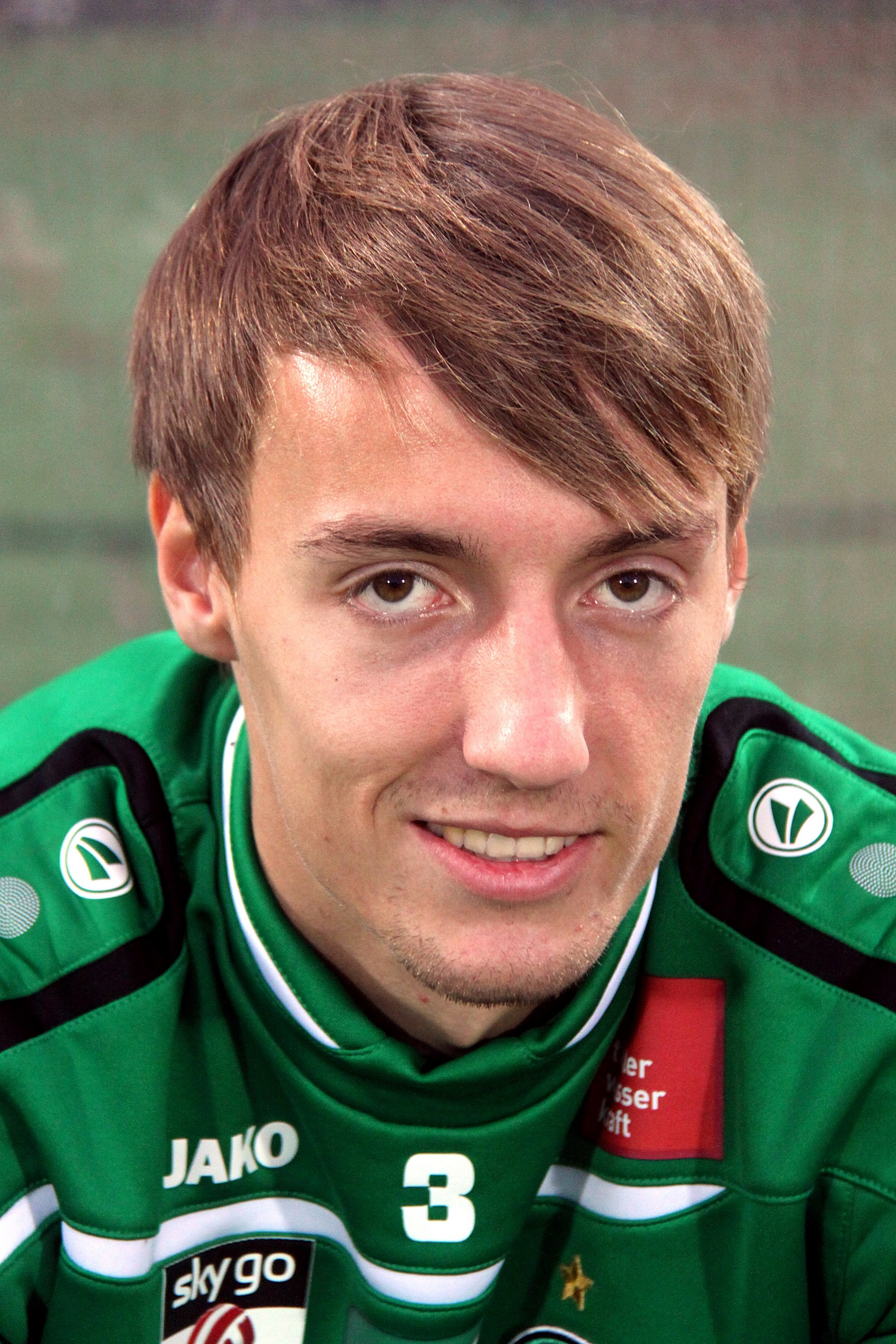
Dominik Popp (* 1995)

- Popp, Edgar (1920–2015), deutschstämmiger kroatischer evangelisch-lutherischer Pfarrer der Evangelischen Kirche Kroatiens und Dechant von Zagreb
- Popp, Eduard (* 1991), deutscher Ringer
- Popp, Emil (1897–1955), deutscher Politiker (NSDAP), MdR und Verwaltungsbeamter
- Popp, Ernst (1819–1883), deutscher Bildhauer
- Popp, Eva-Maria (* 1958), deutsche Autorin, Kolumnistin, Vortragsrednerin und Dozentin
- Popp, Frank (1941–2020), deutscher Objektkünstler und Hochschullehrer
- Popp, Frank (* 1973), deutscher Musiker
- Popp, Franz (1865–1934), badischer Beamter
- Popp, Franz (1891–1981), österreichischer Lehrer und Politiker (SDAP, SPÖ), Landtagsabgeordneter
- Popp, Franz (* 1963), österreichischer Generalmajor und Landespolizeidirektorstellvertreter von Niederösterreich
- Popp, Franz Josef (1886–1954), österreichischer Ingenieur und der erste Generaldirektor von BMW
- Popp, Friedrich (1905–1998), deutscher Bildhauer
- Popp, Fritz (1882–1955), deutscher Jurist, Polizeibeamter und SS-Führer
- Popp, Fritz (* 1940), deutscher Fußballspieler
- Popp, Fritz (* 1957), österreichischer Schriftsteller
- Popp, Fritz-Albert (1938–2018), deutscher Biophysiker und Autor
- Popp, Georg (1861–1943), deutscher Chemiker und Hochschullehrer in FrankfurtGeorg Popp (1861–1943)

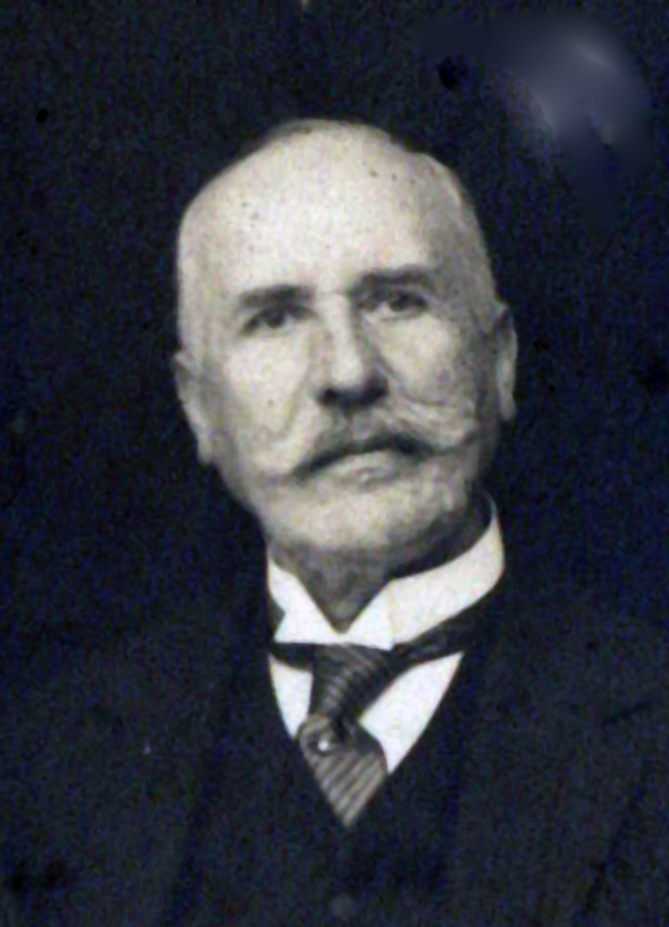
Georg Popp (1861–1943)

- Popp, Günther (1921–2016), deutscher Zahnmediziner, Sanitätsoffizier der Bundeswehr, zuletzt Generalarzt
- Popp, Hans (1909–1978), deutscher Politiker (CSU), MdL
- Popp, Hansjürgen (1933–2020), deutscher Gymnasiallehrer, Germanist und Autor
- Popp, Harald (1931–2017), deutscher Historiker
- Popp, Harald (* 1956), deutscher Elektrotechniker
- Popp, Heinrich (* 1944), bildender Künstler und Hochschullehrer
- Popp, Heinz (1952–2015), deutscher Fußballspieler
- Popp, Herbert (* 1947), deutscher Geograph
- Popp, Hermann (1871–1943), deutscher Schriftsteller
- Popp, Horst P. (* 1958), deutscher Bankier
- Popp, Jon (1862–1953), deutscher Maler
- Popp, Joseph L. Jr. (1950–2006), US-amerikanischer Biologe und Ransomware-Autor
- Popp, Julius (1849–1902), österreichischer Politiker (SDAP)
- Popp, Julius (* 1973), deutscher Medienkünstler
- Popp, Jürgen (* 1966), deutscher Chemiker
- Popp, Karl (1942–2005), deutscher Ingenieur und Hochschullehrer
- Popp, Karl-Heinz (1934–2012), deutscher Politiker (FDP), MdB
- Popp, Kimberly (* 1986), US-amerikanische Sportwissenschaftlerin, Wasserspringerin und Beachhandballspielerin
- Popp, Kuno (1893–1973), deutscher Politiker (NSDAP), MdR
- Popp, Leander (* 2005), deutscher Fußballspieler
- Popp, Leonidas von (1831–1908), österreichischer k.k. Wirklicher Geheimer Rat, General der Infanterie
- Popp, Leopold (1909–1972), österreichischer Politiker (ÖVP), Landtagsabgeordneter
- Popp, Lothar (1887–1980), deutscher Revolutionär und Politiker (Novemberrevolution), MdHB
- Popp, Lucia (1939–1993), slowakische Opernsängerin (Sopran)Lucia Popp (1939–1993)

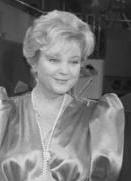
Lucia Popp (1939–1993)

- Popp, Ludwig (1911–1993), deutscher Bakteriologe
- Popp, Luitpold (1893–1968), deutscher Fußballspieler
- Popp, Manfred (* 1941), deutscher Physiker
- Popp, Marcus (* 1981), deutscher Volleyball-Nationalspieler und Beachvolleyballspieler
- Popp, Marianne (* 1949), österreichische Biologin und Biochemikerin, emeritierte Professorin der Universität Wien
- Popp, Max (1878–1943), deutscher Agrarwissenschaftler und Sachbuchautor
- Popp, Michael, deutscher Musiker und Komponist
- Popp, Michael (* 1990), österreichischer Fußballspieler
- Popp, Oskar (1875–1945), deutscher Maler, Zeichner und Bühnenbildner
- Popp, Paul (* 1963), österreichischer Radrennfahrer
- Popp, Peter Andreas (* 1958), deutscher Offizier (Oberstleutnant) und Historiker
- Popp, Philipp (1893–1945), jugoslawischer Bischof der Evangelischen Kirche von Jugoslawien
- Popp, Rainer (* 1946), deutscher Schriftsteller, Journalist und TV-Manager
- Popp, Reinhard (* 1960), österreichischer Radrennfahrer
- Popp, Reinhold (* 1949), österreichischer Zukunftsforscher
- Popp, Richard, deutscher Radrennfahrer
- Popp, Silke (* 1973), deutsche SchauspielerinSilke Popp (* 1973)

Silke Popp (* 1973)

- Popp, Simon (* 1990), deutscher Musiker (Schlagzeug, Komposition)
- Popp, Steffen (* 1978), deutscher Schriftsteller und Übersetzer
- Popp, Susanne (* 1944), deutsche Musikwissenschaftlerin
- Popp, Susanne (* 1955), deutsche Historikerin und Geschichtsdidaktikerin
- Popp, Theodor (1907–1991), deutscher Hörspielregisseur und Schauspieler
- Popp, Thomas (* 1961), deutscher Verwaltungsjurist und politischer Beamter
- Popp, Ulrich (1937–2010), deutscher Theater- und Fernsehschauspieler
- Popp, Ulrike (* 1959), deutsche Soziologin und Professorin
- Popp, Walter (1913–1977), deutscher Keramiker
- Popp, Walter (* 1948), deutscher Autor und Rechtsanwalt
- Popp, Wilhelm (1828–1903), deutscher Flötist und Komponist
- Popp, William (* 1994), japanischer Fußballspieler
- Popp, Willian (* 1994), brasilianischer Fußballspieler
- Popp, Willibald (1653–1735), deutscher Reichsabt
- Popp, Willy (1902–1978), deutscher Schachkomponist und -funktionär
- Popp, Wolfgang (1935–2017), deutscher Germanist und Literaturwissenschaftler
- Popp, Wolfgang (* 1959), deutscher Tennisspieler
- Popp, Wolfgang (* 1970), österreichischer Schriftsteller und Journalist

#### Poppa
- Poppa von Bayeux, Ehefrau des Wikingers Rollo
- Poppa, Gerda (* 1963), österreichische Komponistin der Moderne
- Poppa, Kurt (1913–2000), deutscher Skisportler und Skibauer
- Poppaea Sabina († 65), römische Kaiserin, Frau NerosPoppaea Sabina († 65)

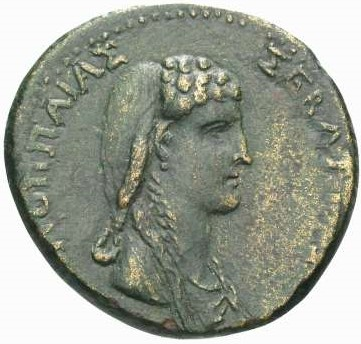
Poppaea Sabina († 65)

- Poppaea Sabina die Ältere († 47), römische Aristokratin
- Poppaedius Silo, Quintus († 88 v. Chr.), italischer Feldherr im Bundesgenossenkrieg
- Poppaeus Sabinus, Gaius († 35), römischer Konsul 9, Großvater der Poppaea Sabina
- Poppas, Andrew P., US-amerikanischer Offizier, General der US Army

#### Poppe
- Poppe, Albrecht (1847–1907), deutscher Zoologe
- Poppe, André (* 1943), belgischer Radrennfahrer
- Poppe, Andreas, deutscher Theaterwissenschaftler, Dramaturg und Schauspiellehrer
- Poppe, Carl Gerhard (1813–1891), deutscher Baumeister und Antikenforscher
- Poppe, Carl Wilhelm (1901–1961), deutscher Unternehmer
- Poppe, Claus Peter (* 1948), deutscher Politiker (SPD), MdL
- Poppe, Eberhard (1931–2020), deutscher Rechtswissenschaftler
- Poppe, Eduard, deutscher Rugbyspieler
- Poppe, Enno (* 1969), deutscher Komponist und Dirigent
- Poppe, Erich (* 1951), deutscher Keltologe und Hochschullehrer
- Poppe, Erik (* 1960), norwegischer Filmregisseur
- Poppe, Evy (* 2004), belgische Snowboarderin
- Poppe, Fedor (1850–1908), deutscher Porträt-, Genre- und Landschaftsmaler
- Poppe, Franz (1834–1915), deutscher Lehrer, Schulrektor, Schriftsteller, Heimatdichter und Redakteur
- Poppe, Franz-Ulrich (1939–2024), deutscher Keramiker und Designer
- Poppe, Frederik (* 1975), deutscher Künstler, Rehabilitationswissenschaftler und Hochschullehrer
- Poppe, Gerd (1941–2025), deutscher Politiker (Bündnis 90/Die Grünen), MdV, DDR-Bürgerrechtler, MdB, Minister ohne Geschäftsbereich nach der WendeGerd Poppe (1941–2025)

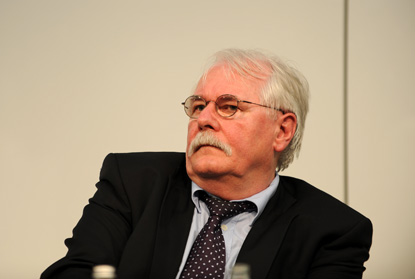
Gerd Poppe (1941–2025)

- Poppe, Grit (* 1964), deutsche Schriftstellerin
- Poppe, Guido (* 1954), belgischer Malakologe
- Poppe, Gustav (1818–1906), deutscher Apotheker und Heimatforscher
- Poppe, Gustav (* 1904), deutscher Ministerialbeamter
- Poppe, Hans (1928–1999), deutscher Szenograph
- Pöppe, Heinz (1896–1963), deutscher Politiker (KPD)
- Poppe, Helga (* 1942), deutsche Liedermacherin
- Poppe, Hella (* 1948), deutsche Politikerin (SPD), MdBB
- Poppe, Helmut (1926–1979), deutscher Offizier, Generalleutnant der NVA
- Poppe, Jean-Marie (* 1938), französischer Radrennfahrer
- Poppe, Johann Georg (1769–1826), deutscher Architekt
- Poppe, Johann Georg (1837–1915), deutscher Architekt des Historismus
- Poppe, Johann Heinrich Moritz von (1776–1854), deutscher Mathematiker und Physiker
- Poppe, Karl (1863–1932), deutscher Geistlicher und Politiker (Zentrum), MdR
- Poppe, Karl (1896–1965), deutscher Politiker (NSDAP), MdR
- Poppe, Kurt (1880–1960), deutscher Veterinärmediziner
- Poppe, Louis (1884–1935), französischer Turner
- Poppe, Maximilian (1804–1877), deutscher Gastwirt, Architekt, Schriftsteller und Historiker
- Poppe, Nicolaus, Achter Klosterpropst zu Uetersen
- Poppe, Nikolaus (1897–1991), russischer Linguist
- Poppe, Nils (1908–2000), schwedischer Schauspieler
- Poppe, Oskar (1866–1918), deutscher Chemiker und Industrie-Manager
- Poppe, Rosa (1867–1940), österreichisch-ungarische Theaterschauspielerin
- Poppe, Roswitha (1911–2003), deutsche Kunsthistorikerin
- Poppe, Thomas (* 1952), deutscher Übersetzer und Sachbuchautor
- Poppe, Ulrike (* 1953), deutsche DDR-BürgerrechtlerinUlrike Poppe (* 1953)

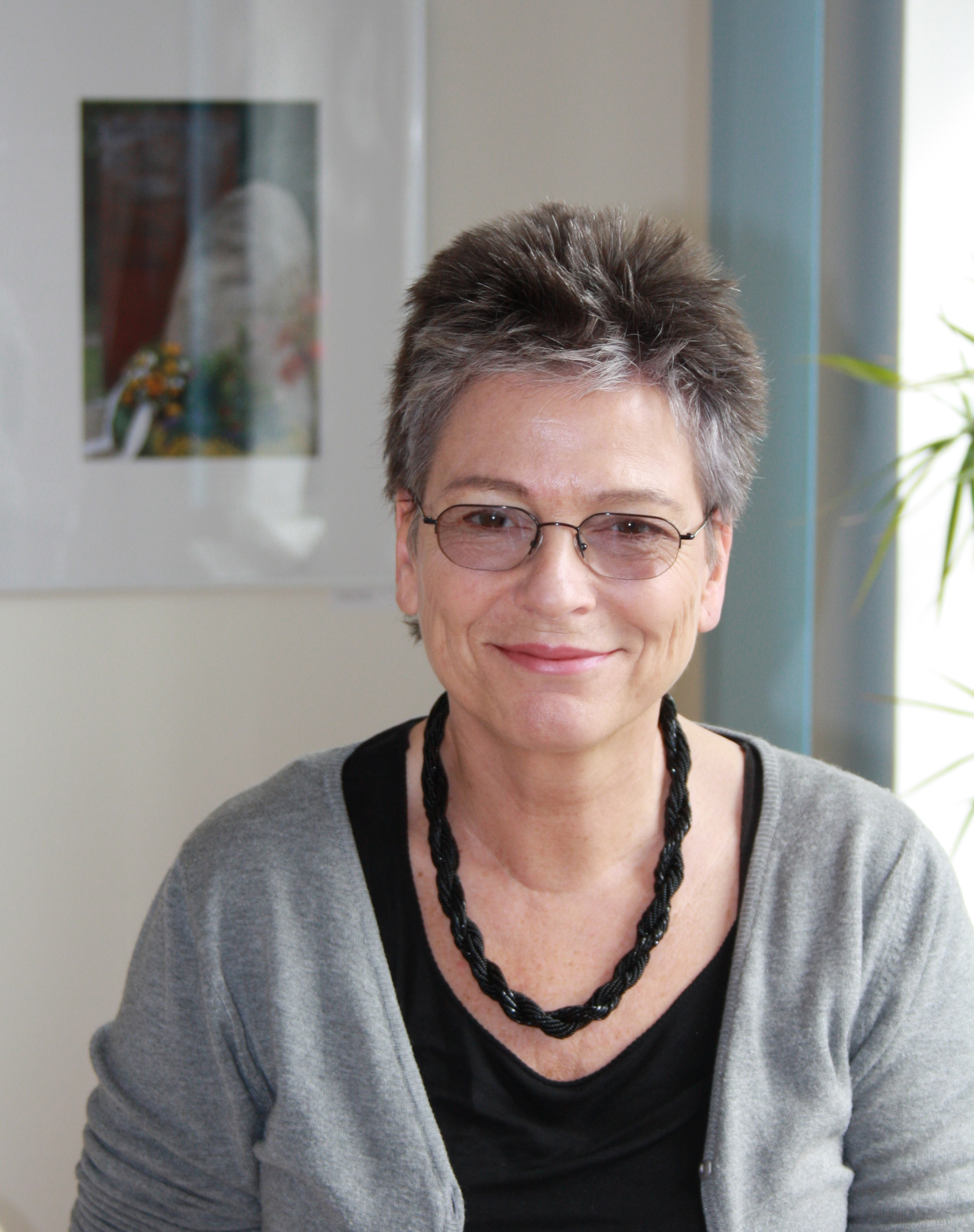
Ulrike Poppe (* 1953)

- Poppe, Uwe (* 1963), deutscher Schauspieler
- Poppe, Walter (1886–1951), deutscher Fußballspieler
- Poppe-Marquard, Hermann (1908–1993), deutscher Kunsthistoriker, Historiker und Museumsleiter
- Poppe-Wühr, Inge (1944–2021), deutsche Buchhändlerin, Begründerin der Münchner Autorenbuchhandlung
- Poppei, Gerhard (* 1926), deutscher Wissenschaftler und Politiker, MdL Mecklenburg-Vorpommern
- Poppek, Hans-Jürgen (1946–2019), deutscher Pfadfinder
- Poppel, Bart van (* 1956), niederländischer Musiker und Produzent
- Poppel, Boy van (* 1988), niederländischer Cyclocross- und Straßenradrennfahrer
- Poppel, Danny van (* 1993), niederländischer RadrennfahrerDanny van Poppel (* 1993)

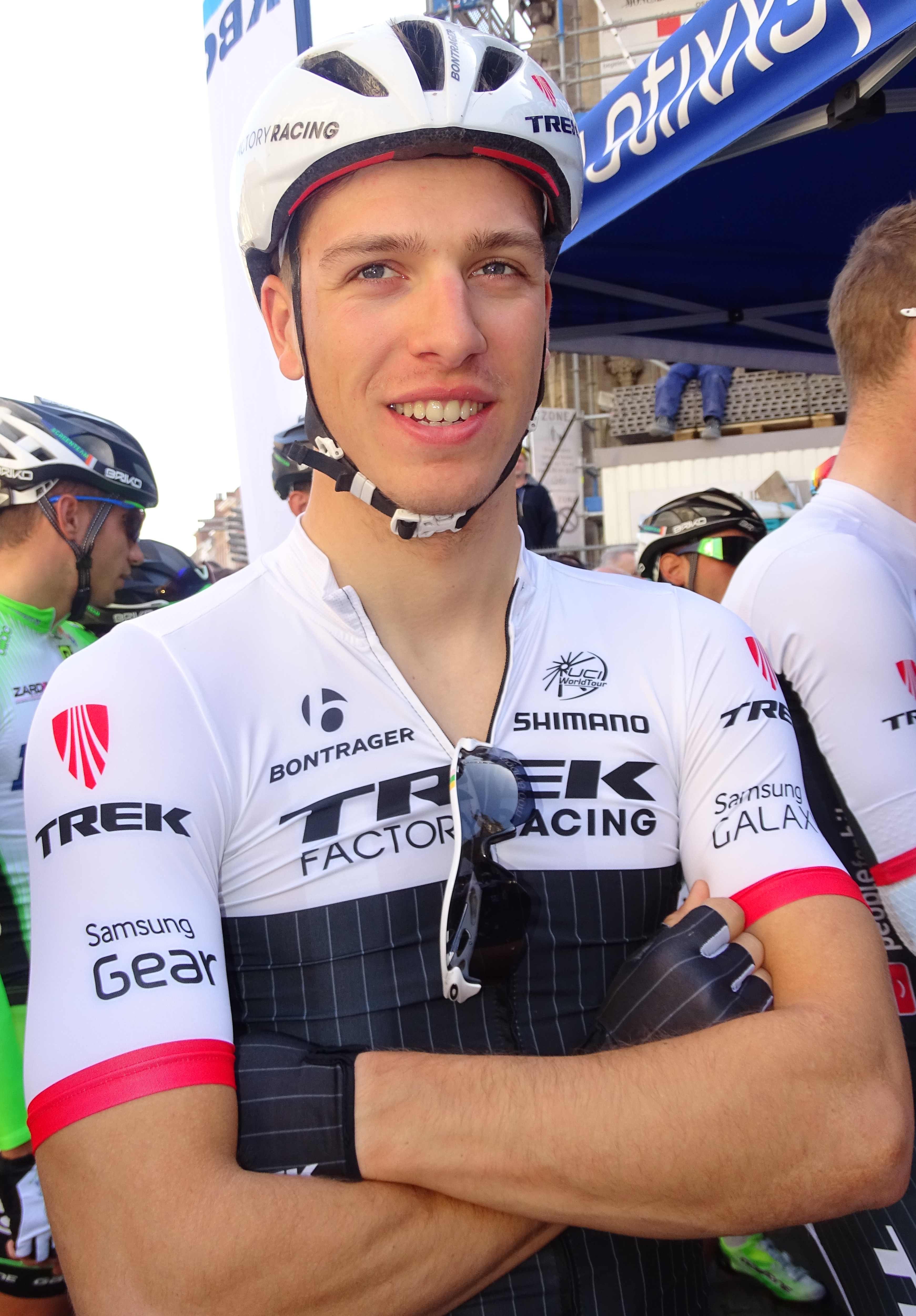
Danny van Poppel (* 1993)

- Pöppel, Ernst (* 1940), deutscher Psychologe und Professor
- Poppel, Hans (* 1942), deutscher Illustrator, Jazzpianist und Bühnenbildner
- Poppel, Jean-Paul van (* 1962), niederländischer Radrennfahrer
- Pöppel, Joachim (1929–1999), deutscher Ingenieur, Diplom-Kaufmann und Industriemanager
- Poppel, Johann (1807–1882), deutscher Kupfer- und Stahlstecher, Architekturzeichner und Landschaftsmaler
- Pöppel, Linda (* 1985), deutsche Theater- und Filmschauspielerin
- Pöppel, Max (1909–1989), deutscher Maler und Bildhauer
- Poppel, Nikolaus, Reisender, Abenteurer, Diplomat und Geschäftsmann
- Poppel, Nina (* 1995), deutsche freie Journalistin, Moderatorin und Social‑Media‑Creatorin
- Pöppel, Otto (1904–2000), deutscher Maler und Graphiker
- Poppel, Patrick (* 1985), international agierender prorussischer Propagandist
- Pöppel, Sarah (* 1994), deutsche Skispringerin
- Pöppel, Walter (1904–1993), deutsch-schwedischer Fotojournalist
- Poppelack, Josef (1780–1859), deutscher Architekt und Baumeister
- Poppelauer, Moritz (1824–1888), deutscher Judaist, Buchhändler, Antiquar und Verleger
- Poppelbaum, Ludwig (1866–1940), deutscher Senator, Autor, Bürgermeister und Ehrenbürger von Wesel, NS-Opfer
- Poppelbaum, Wolfgang (* 1939), deutscher Manager
- Pöppelmann, Bernd (* 1946), deutscher Maler
- Pöppelmann, Carl Friedrich († 1750), deutscher Architekt des Rokoko
- Pöppelmann, Christian Wilhelm (1701–1782), Oberpostmeister in Dresden und Bautzen
- Pöppelmann, Heike (* 1965), deutsche Archäologin
- Pöppelmann, Johann Adolph (1694–1773), deutscher Hofmaler
- Pöppelmann, Matthäus Daniel (1662–1736), deutscher Baumeister des BarockMatthäus Daniel Pöppelmann (1662–1736)

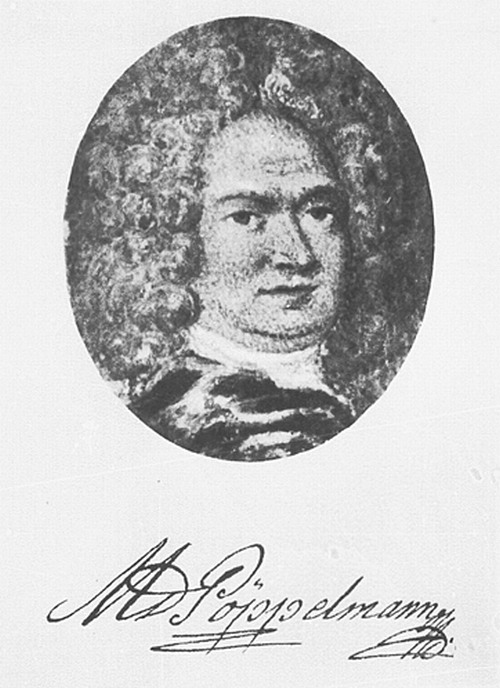
Matthäus Daniel Pöppelmann (1662–1736)

- Pöppelmann, Peter (1866–1947), deutscher Bildhauer, Grafiker und Medailleur
- Pöppelreiter, Christian (* 1941), deutscher Opernregisseur
- Poppelreuter, Josef (1867–1919), deutscher Archäologe und Kunsthistoriker
- Poppelreuter, Walther (1886–1939), deutscher Nervenarzt und Psychologe
- Poppen, Christoph (* 1956), deutscher Dirigent und Violinist
- Poppen, Hermann Meinhard (1796–1864), deutscher Buchdrucker und Unternehmer
- Poppen, Hermann Meinhard (1885–1956), deutscher Kirchenmusiker und Dirigent
- Poppen, Irmgard (1924–1963), deutsche Musikerin (Cello)
- Poppen, Marion (1932–2024), deutsche Politikerin (SPD), MdBB
- Poppenberg, Felix (1869–1915), deutscher Schriftsteller
- Poppenberg, Fritz (* 1949), deutscher Kameramann, Filmproduzent, Filmregisseur und Kreationist
- Poppenberger, Friedrich (1904–1992), deutscher Journalist
- Poppenberger, Johann, böhmischer Bergwerkseigentümer, Ratsbeisitzer und Stadtrichter
- Poppenburg, Carl Heinrich (1811–1869), deutscher Theologe und Politiker
- Poppendick, Helmut (1902–1994), deutscher MedizinerHelmut Poppendick (1902–1994)

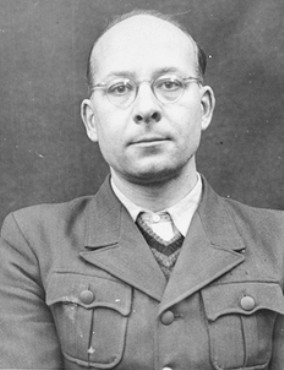
Helmut Poppendick (1902–1994)

- Poppendiecker, Gerhard (1937–2024), deutscher Politiker (SPD), MdL
- Poppenhäger, Holger (* 1957), deutscher Jurist und Politiker (SPD)
- Poppenhusen, Conrad (1818–1883), deutscher Unternehmer
- Poppenhusen, Friedrich (1861–1923), deutscher Kaufmann und Politiker, MdHB
- Poppens, Tjapko (* 1970), niederländischer Politiker (VVD)
- Popper, Ami (* 1969), israelischer Attentäter
- Popper, Daniel (1913–1999), US-amerikanischer Astronom
- Popper, David (1843–1913), böhmischer Violoncellist und KomponistDavid Popper (1843–1913)

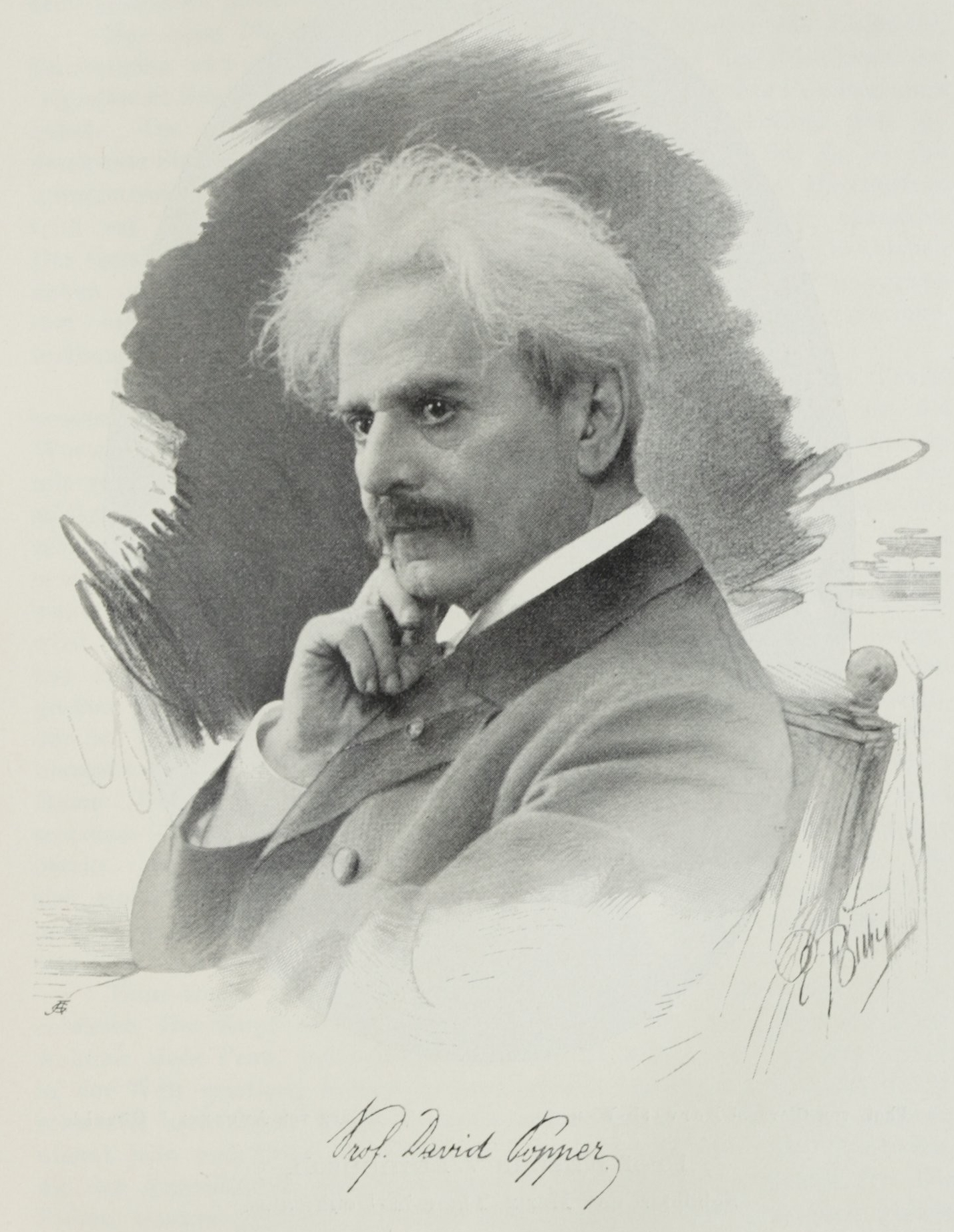
David Popper (1843–1913)

- Popper, Elizabeth (* 1962), venezolanische Tischtennisspielerin
- Popper, Erwin (1879–1955), österreichischer Mediziner
- Popper, Frank (1918–2020), französisch-britischer Kunst- und Technikhistoriker tschechischer Abstammung
- Popper, Grete (1897–1976), deutsch-tschechische Fotografin
- Popper, Hans (1903–1988), österreichisch-US-amerikanischer Pathologe, Begründer der Hepatologie
- Popper, Hans (* 1949), österreichischer Krankenkassendirektor
- Popper, Hugo (1857–1910), Leipziger Industrieller
- Popper, Isidor (1816–1884), deutscher Maler, Lithograf, Bildnismaler und Karikaturist
- Popper, Joachim (1722–1795), Unternehmer und Hoffaktor
- Popper, John (* 1967), US-amerikanischer Bluesmusiker
- Popper, Julio (1857–1893), Kartograph von Havanna, Freimaurer
- Popper, Karl (1902–1994), österreichisch-britischer Philosoph und WissenschaftstheoretikerKarl Popper (1902–1994)

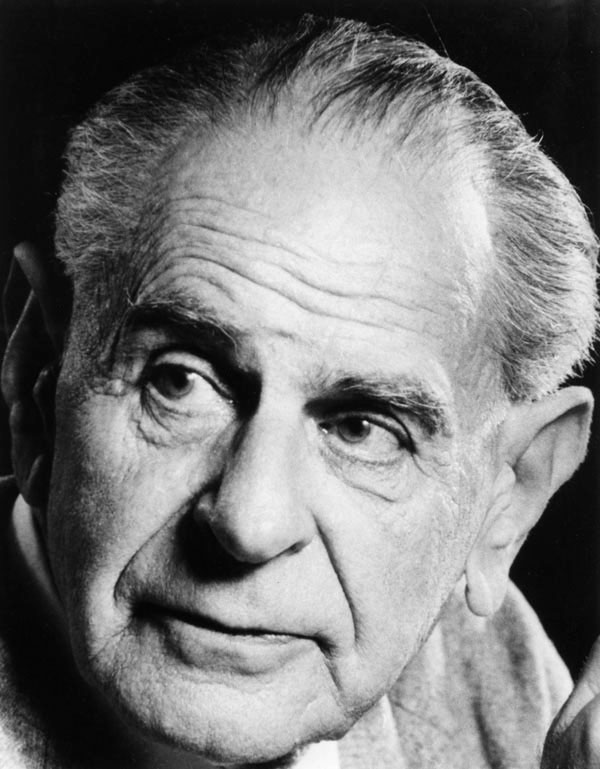
Karl Popper (1902–1994)

- Popper, Leó (1886–1911), ungarischer Maler, Komponist und Kunsthistoriker
- Popper, Ludwig (1904–1984), österreichischer Mediziner
- Popper, Nikolas (* 1974), österreichischer Mathematiker und Simulationsforscher
- Popper, Paul († 1969), tschechischer Fotojournalist, Gründer der Bildagentur Popperfoto
- Popper, Rudolf (1873–1967), österreichischer Maler
- Popper, Siegfried (1848–1933), österreichischer Schiffsingenieur
- Pöpper, Thomas (* 1969), deutscher Kunsthistoriker
- Popper, Walter (1905–1962), österreichischer Dirigent, Kapellmeister, Pianist und Komponist
- Popper, Wilma (1857–1944), ungarische Schriftstellerin
- Popper-Lynkeus, Josef (1838–1921), österreichischer Schriftsteller und Sozialreformer
- Popper-Podhragy, Leopold (1886–1986), österreichischer Privatbankier
- Pöpperl, Anna (1920–2002), österreichische Politikerin (SPÖ), Abgeordnete zum Burgenländischen Landtag
- Pöpperl, Paul (* 2003), deutscher Fußballspieler
- Pöpperle, Tomáš (* 1984), deutsch-tschechischer Eishockeytorwart
- Poppert, Gertrude (* 1914), deutsches NS-Opfer im Vernichtungslager Sobibór

#### Poppi
- Poppi, Pietro (1833–1914), italienischer Maler und Fotograf
- Poppin Hood (* 1982), deutscher Breakdancer
- Pöpping, Dagmar (* 1964), deutsche Historikerin
- Popping, Friedrich († 1640), deutscher Jurist und Ratssekretär der Hansestadt Lübeck
- Pöpping, Johann (1608–1657), Jurist und Lübecker Ratsherr
- Popping, Nikolaus († 1583), deutscher Jurist und Ratssekretär der Hansestadt Lübeck
- Poppinga, Anneliese (1928–2015), deutsche Mitarbeiterin und Biografin Konrad Adenauers
- Poppinga, Karrie (* 1969), US-amerikanische Volleyball- und Beachvolleyballspielerin
- Poppinga, Leffert Thelen (1824–1901), deutscher Maler und Gastwirt
- Poppinga, Onno (* 1943), deutscher Agrarwissenschaftler und Hochschullehrer
- Poppinger, Manuel (* 1989), österreichischer Skispringer
- Pöppinghaus, Ferdinand (1923–1965), deutscher Politiker (CDU), MdL
- Poppitz, Johannes (1911–1943), deutscher Staatsrechtler
- Poppitz, Walther (1848–1933), deutscher Politiker und Unternehmer

#### Poppl
- Pöppl, Ernst Josef (1932–2021), deutscher Politiker (CSU), MdB
- Poppl, Friedrich (1923–1982), deutscher Schriftentwerfer und Kalligraph
- Popplau, Caspar († 1499), königlicher Schöffe und Rat der Stadt Breslau
- Poppleton, Earley F. (1834–1899), US-amerikanischer Politiker
- Popplewell, Anna (* 1988), britische FilmschauspielerinAnna Popplewell (* 1988)

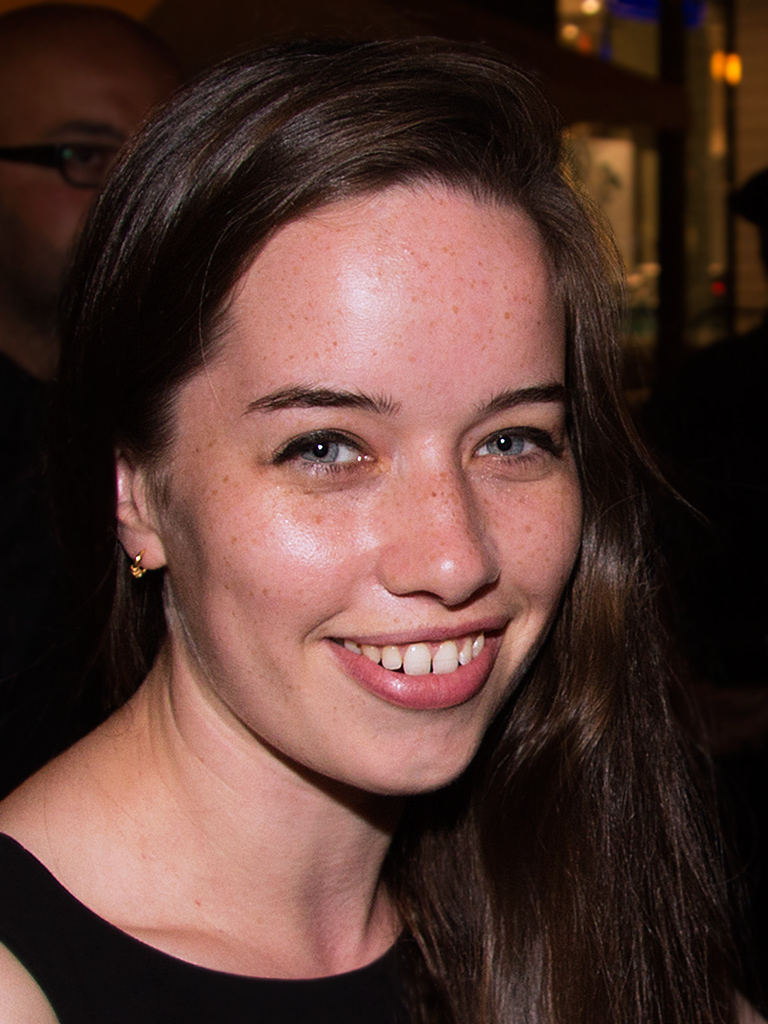
Anna Popplewell (* 1988)

- Popplewell, Cicely (1920–1995), britische Mathematikerin und Softwareentwicklerin
- Popplewell, Ernest, Baron Popplewell (1899–1977), britischer Politiker (Labour Party)
- Popplewell, Jack (1911–1996), englischer Schriftsteller und Bühnenautor
- Popplewell, Lulu (* 1991), britische Filmschauspielerin und Singer-Songwriterin
- Popplow, Marcus, Technikhistoriker und Hochschullehrer
- Popplow, Ulrich (* 1926), deutscher Leichtathlet und Autor

#### Poppo
- Poppo, Bischof von Krakau
- Poppo († 734), König der Friesen
- Poppo, katholischer Bischof von Schleswig (um 1010 bis 1013/1016)
- Poppo († 1103), Bischof von Metz
- Poppo, deutscher Benediktinerabt
- Poppo I. († 961), deutscher Geistlicher, königlicher Kanzler (931–940) und Bischof von Würzburg (941–961)
- Poppo I. († 1156), Graf von Hollende und Burggraf von Amöneburg
- Poppo I., Gaugraf im Grabfeld
- Poppo I., Markgraf in Istrien
- Poppo I. († 1229), römisch-katholischer Geistlicher
- Poppo I. von Blankenburg, Graf von Regenstein-Blankenburg
- Poppo II., Bischof von Würzburg
- Poppo II., Markgraf von Istrien (1090–1093)
- Poppo II. († 1289), römisch-katholischer Geistlicher
- Poppo III. von Trimberg, Bischof von Würzburg
- Poppo IV. von Henneberg († 1156), Graf
- Poppo V., Abt im Kloster Lorsch und Kloster Fulda
- Poppo von Andechs-Meranien (1175–1245), Bischof von Bamberg
- Poppo von Aquileia († 1042), Patriarch von Aquileia
- Poppo von Babenberg (986–1047), Erzbischof von Trier
- Poppo von Osterna, Hochmeister des Deutschen Ordens
- Poppo von Paderborn († 1083), Bischof von Paderborn
- Poppo von Passau, römisch-katholischer Geistlicher, Bischof von Passau (1204–1206)
- Poppo von Stablo (978–1048), katholischer Heiliger und Abt
- Poppo von Thüringen, Markgraf der Sorbenmark
- Poppo, Ernst Friedrich (1794–1866), deutscher Altphilologe und Pädagoge
- Poppo, Rudolf (* 1869), deutscher Arzt
- Poppovits, Cesar (1876–1938), österreichischer Architekt
- Poppowitsch, Jens (* 1971), deutscher Fußballspieler

#### Poppy
- Poppy (* 1995), US-amerikanische Sängerin und Internet-PersönlichkeitPoppy (* 1995)

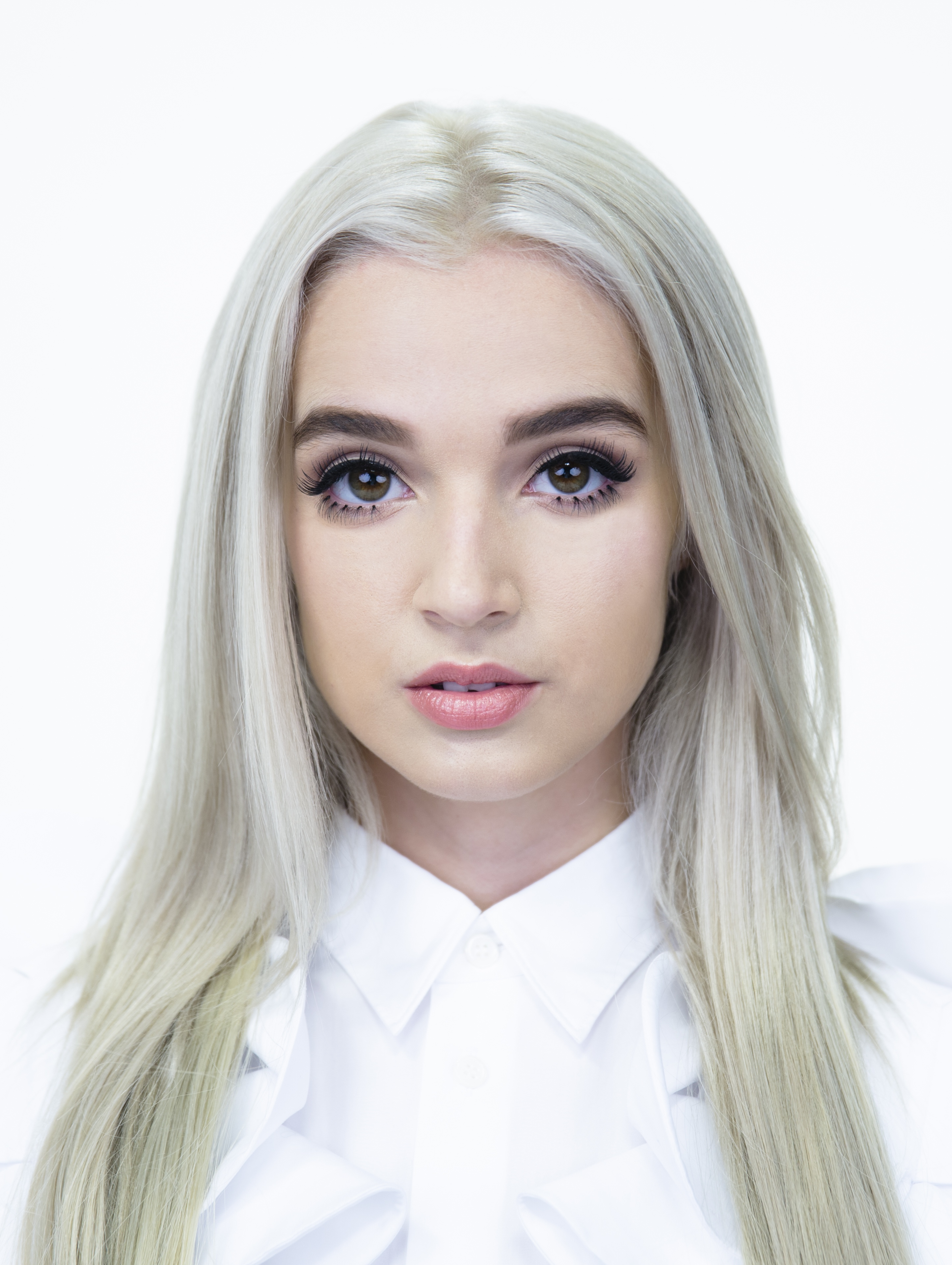
Poppy (* 1995)

- Poppy, Andrew (* 1954), britischer Komponist, Pianist und Musikproduzent
- Poppy, Edy (* 1975), norwegische Schriftstellerin, Künstlerin, Schauspielerin und Model
- Poppy, Wolfgang (* 1941), deutscher Ingenieurwissenschaftler

### Popr
- Popravka, Pavel (* 1983), serbisch-russischer Eishockeyspieler
- Poprawa, Adam (* 1959), polnischer Literaturhistoriker, Literaturkritiker, Musikkritiker, Lyriker und Prosaschriftsteller
- Poprawe, Reinhart (* 1954), deutscher Laser-Physiker
- Popržan, Jelena (* 1981), Bratschistin, Sängerin, Komponistin und Performerin
- Poprzęcka, Maria (* 1942), polnische Kunsthistorikerin und Hochschullehrerin

### Pops
- Pöpsel, Oliver (* 1973), deutscher Politiker (CDU), MdB
- Popstoikowa, Dimitrija (* 1982), bulgarische Badmintonspielerin
- Popstoilow, Anton (1869–1928), bulgarischer Ethnograph, Historiker, Folklorist

### Popt
- Popta, Canna Maria Louise (1860–1929), niederländische Ichthyologin
- Poptie, Frans (1918–2010), niederländischer Jazz- und Unterhaltungsmusiker (Geige, Klarinette)
- Poptomow, Wladimir (1890–1952), bulgarischer Politiker
- Poptschew, Milko (* 1964), bulgarischer Schachspieler

### Popu
- Popugajewa, Larissa Anatoljewna (1923–1977), russische Geologin
- Populorum, Adolf (1899–1977), österreichischer Politiker (SPÖ), Abgeordneter zum Nationalrat, Mitglied des Bundesrates

### Popw
- Popwell, Albert (1926–1999), US-amerikanischer Schauspieler

### Popy
- Popyrin, Alexei (* 1999), australischer TennisspielerAlexei Popyrin (* 1999)

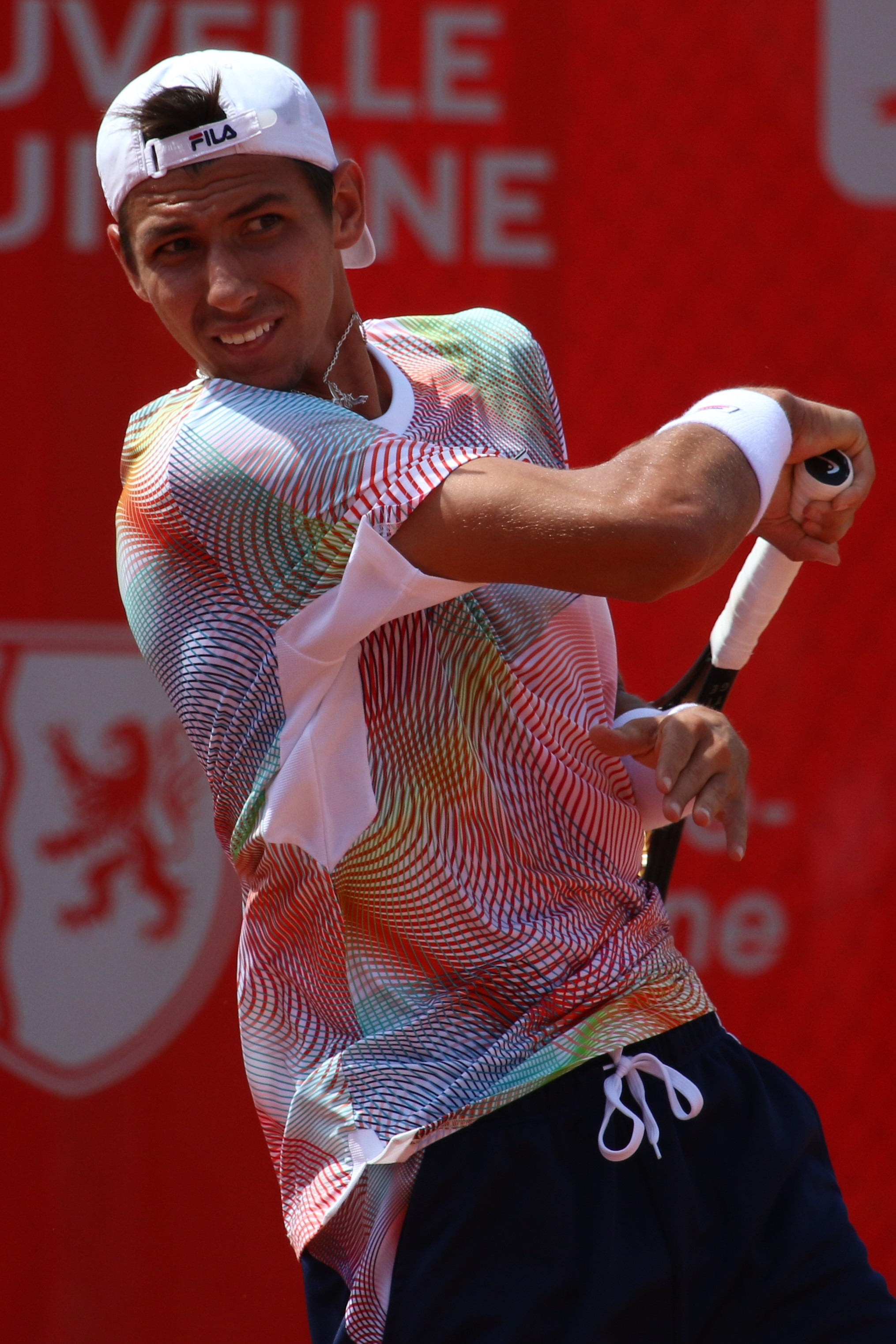
Alexei Popyrin (* 1999)